# 사타바하나 왕조
사타바하나 왕조 또는 안드라 왕조는 데칸 지역에 기반을 둔 고대 인도 왕조이다. 대부분의 현대 학자들은 사타바하나 왕조가 기원전 2세기 후반에 시작되어 서기 3세기 초까지 지속되었다고 생각하고 있으며, 일부 학자들은 푸라나에 근거하여 사타바하나 통치의 시작을 기원전 3세기 초로 보고 있지만 고고학적 증거에 의해 확증되지 않고 있다. 사타바하나 왕국은 주로 오늘날의 안드라프라데시주, 텔랑가나주, 마하라슈트라주로 구성되었다. 다른 시기에 그들의 통치는 오늘날의 구자라트주, 마디아프라데시주, 카르나타카주의 일부까지 확장되었다. 왕조는 프라티슈타나(파이탄)와 아마라바티(다라니코타) 등 여러 시기에 다른 수도를 가졌다.
왕조의 기원은 확실하지 않지만, 푸라나에 따르면 최초의 왕이 칸바 왕조를 전복시켰다고 한다. 후마우리아 시대에 사타바하나 왕조는 데칸 지역에 평화를 정착시키고 외국 침략자들의 공격에 저항했다. 특히 사카족(서사트라프)과의 투쟁은 오랫동안 계속되었다. 왕조는 가우타미푸트라 사타카르니와 그의 후계자 바시티푸트라 풀라마비의 통치기에 전성기를 맞았다. 이 왕국은 기원전 3세기 초에 여러 개의 소국들로 분열되었다.
사타바하나 왕조는 통치자의 초상이 새겨진 인도 주화를 초기에 발행한 왕조이다. 이들은 북인도와 남인도 간의 문화적 가교 역할을 하며 인도-갠지스 평원과 남인도를 오가는 무역과 사상 및 문화 전파에 중요한 역할을 했다. 사타바하나 왕조의 민족계통이 아리아계였는지 드라비다계였는지에 대해서는 의론이 구구하다.

## 기원
사타바하나 왕조의 건국 연대와 장소, 그리고 왕조 이름의 의미는 역사가들 사이에서 논쟁의 대상이다. 이러한 논쟁 중 일부는 오늘날의 마하라슈트라주, 안드라프라데시주, 카르나타카주, 텔랑가나주가 사타바하나 왕조의 원래 고향으로 다양하게 주장되면서 지역주의와 관련하여 발생했다.

### 어원

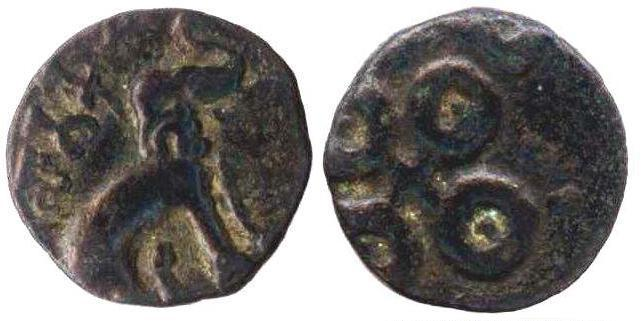
사타카르니 1세 (기원전 70-60년)의 초기 주화. 앞면 전설:
(𑀲𑀺𑀭𑀺) 𑀲𑀸 𑀡𑀺(𑀲), (시리) 사타카니(사).

산스크리트어화된 샤타바하나, 샬리바하나, 샤타카르니는 프라크리트어 방언에서 살라바하나로 나타나는 토착 이름 사타카니의 산스크리트화된 버전으로 보인다.
한 이론에 따르면, "사타바하나" (브라흐미 문자: 𑀲𑀸𑀤𑀯𑀸𑀳𑀦 사다바하나 또는 𑀲𑀸𑀢𑀯𑀸𑀳𑀦 사타바하나, IAST: Sātavāhana)라는 단어는 "일곱 마리에 의해 이끌리는"(인도 신화에서 태양신의 전차는 일곱 마리의 말에 의해 이끌린다)이라는 뜻의 산스크리트어 삽타-바하나의 프라크리트어 형태이다. 이는 사타바하나가 고대 인도에서 흔했던 전설적인 태양 왕조와 원래 관련성을 주장했음을 나타낸다. 잉구바 카르티케야 사르마에 따르면, 왕조의 이름은 사타("날카로운", "민첩한" 또는 "빠른")와 바하나("탈것")라는 단어에서 파생되었으며, 따라서 이 표현은 "민첩한 말을 타는 사람"을 의미한다.
또 다른 이론은 그들의 이름을 초기 사티야푸타 왕조와 연결시킨다. 또 다른 이론은 그들의 이름을 문다어파 단어 사담("말")과 하르판("아들")에서 유래시키며, "말 희생제를 행한 자의 아들"을 의미한다. 왕조의 여러 통치자들은 "사타카르니"라는 이름이나 칭호를 사용했다. 사타바하나, 사타카르니, 사타카니, 샬리바하나는 같은 단어의 변형으로 보인다. 다모다르 다르마난드 코삼비는 "사타카르니"라는 단어가 문다어파 단어 사다("말")와 콘("아들")에서 유래했다고 이론화했다.
푸라나는 사타바하나 왕조를 "안드라"라고 부른다. "안드라"라는 용어는 왕조의 민족이나 영토를 지칭할 수 있다(아래 본고장 참조). 이 용어는 왕조 자체의 기록에는 나타나지 않는다.
칠라파티카람이라는 타밀어 서사시는 히말라야 원정 동안 체라 왕 셍굿투반을 도운 "누루바르 칸나르"를 언급한다. 누루바르 칸나르라는 용어의 직접적인 번역은 "백 명의 카르나" 또는 "사타카르니"이며, 따라서 누루바르 칸나르는 사타바하나 왕조와 동일시된다.
카타사리트사가라는 디파카르니라는 과부이자 자식 없는 왕이 사자를 탄 아이를 자신의 후계자로 찾을 것이라는 예언을 받았다는 신화적 어원을 부여한다. 정글 사냥 중, 그는 사타라는 야크샤로 변한 사자를 탄 그러한 아이를 발견했다. 입양 후, 아이는 결국 왕이 되었고 사타바하나 또는 사타-지지자라고 알려지게 되었다.

### 본고장

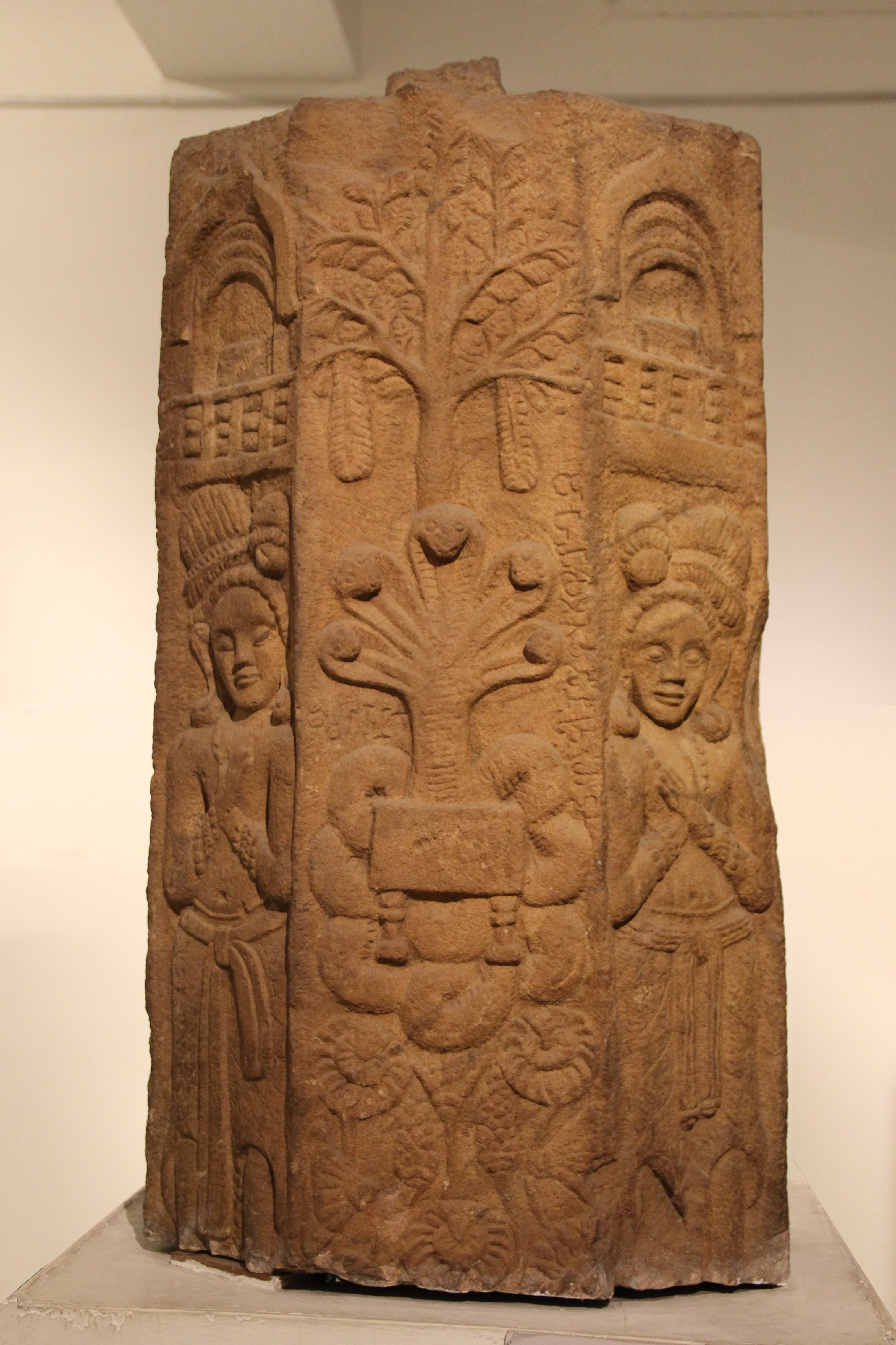
고대 비다르바의 파우니에서 발견된 초기 조각상으로, 사타카르니 1세의 주화도 이곳에서 발견되었다. 파우니 (반다라구)에 있는 부처의 왕좌를 보호하는 나가 무찰린다가 있는 기둥. 기원전 2-1세기. 인도 국립박물관.

푸라나에서 "안드라"와 "안드라-자티야"라는 이름이 사용된 것은 E. J. 랍슨과 R. G. 반다르카르와 같은 일부 학자들이 이 왕조가 데칸 동부 지역(역사적인 안드라 지역, 현재의 안드라프라데시주와 텔랑가나주)에서 기원했다고 믿게 했다. 텔랑가나의 코틸링갈라에서는 "라노 시리 치무카 사타바하나사"라는 전설이 새겨진 주화가 발견되었다. 금석학자이자 화폐학자 P. V. P. 샤스트리는 처음에는 치무카를 왕조의 창시자 시무카와 동일시했다. 시무카의 후계자 칸하와 사타카르니 1세의 것으로 추정되는 주화 또한 코틸링갈라에서 발견되었다. 이러한 발견을 바탕으로 아자이 미트라 샤스트리, D. R. 레디, S. 레디, 샹카르 R. 고얄과 같은 역사가들은 코틸링갈라가 사타바하나의 본고장이었다고 이론화했다. 아자이 미트라 샤스트리는 코틸링갈라에서 주화가 발견된 것이 "사타바하나 정치 권력의 원래 중심지를 어디에 두어야 하는지에 대한 명확한 지표"를 제공한다고 언급했다. 그러나 코틸링갈라의 주화 샘플은 작아서 이 주화가 거기에서 주조되었는지 아니면 다른 곳에서 온 것인지 확실하지 않다. 더욱이, 코틸링갈라의 치무카를 왕조의 창시자 시무카와 동일시하는 것은 P. L. 굽타와 I. K. 사르마를 포함한 여러 학자들에 의해 논란이 되었으며, 그들은 치무카를 후기 통치자로 식별했다. P. V. P. 샤스트리 또한 나중에 그의 견해를 바꾸어 두 왕이 서로 다르다고 언급했다. 코틸링갈라 발견 외에도, 창시자의 4대손인 사타바하나 왕자 샤크티쿠마라의 주화가 안드라프라데시주 쿠르눌구에서 층위 발견으로 보고되었다. 푸라나에 관해서는, 이 텍스트들이 나중에 편찬되었을 수 있으며, 사타바하나 시대에 그들이 안드라로 불렸는지 확실하지 않다.
일부 학자들은 사타바하나가 서부 데칸(현재의 마하라슈트라주)에서 기원했다고 믿는다. 초기 사타바하나 시대(기원전 1세기경)의 현존하는 네 개의 비문은 모두 이 지역 안팎에서 발견되었다. 가장 초기에 알려진 사타바하나 비문 중 하나는 나시크구의 판다블레니 석굴 19번 동굴에서 발견된 것으로, 칸하(기원전 100-70년) 통치 기간에 발행되었다. 나네가트에서 발견된 비문은 사타카르니 1세의 과부 나야니카(또는 나가니카)가 발행했다. 나네가트에서 발견된 또 다른 비문은 고문서학적으로 같은 시기로 거슬러 올라간다. 사타카르니 2세 통치 시기로 거슬러 올라가는 약간 후기 비문은 마하라슈트라 북부에 위치한 마디아프라데시주의 산치에서 발견되었다. 다른 대부분의 사타바하나 비문 또한 서부 데칸에서 발견되었다. 반면에 동부 데칸의 금석학적 증거는 서기 4세기 이전의 사타바하나를 언급하지 않는다. 네바사에서는 칸하의 것으로 추정되는 인장과 주화가 발견되었다. 사타카르니 1세의 것으로 추정되는 주화 또한 나시크, 네바사, 마하라슈트라의 파우니 (동부 데칸과 현재의 마디아프라데시주에 있는 장소 외에)에서 발견되었다. 이러한 증거를 바탕으로 일부 역사가들은 사타바하나가 처음에는 수도 프라티슈타나 (현대 마하라슈트라 파이탄) 주변 지역에서 권력을 잡았고, 이후 동부 데칸으로 영토를 확장했다고 주장한다. 칼라 시노폴리는 초기 비문 샘플이 적기 때문에 사타바하나의 서부 데칸 기원에 대한 추론이 "기껏해야 잠정적"이라고 경고한다.

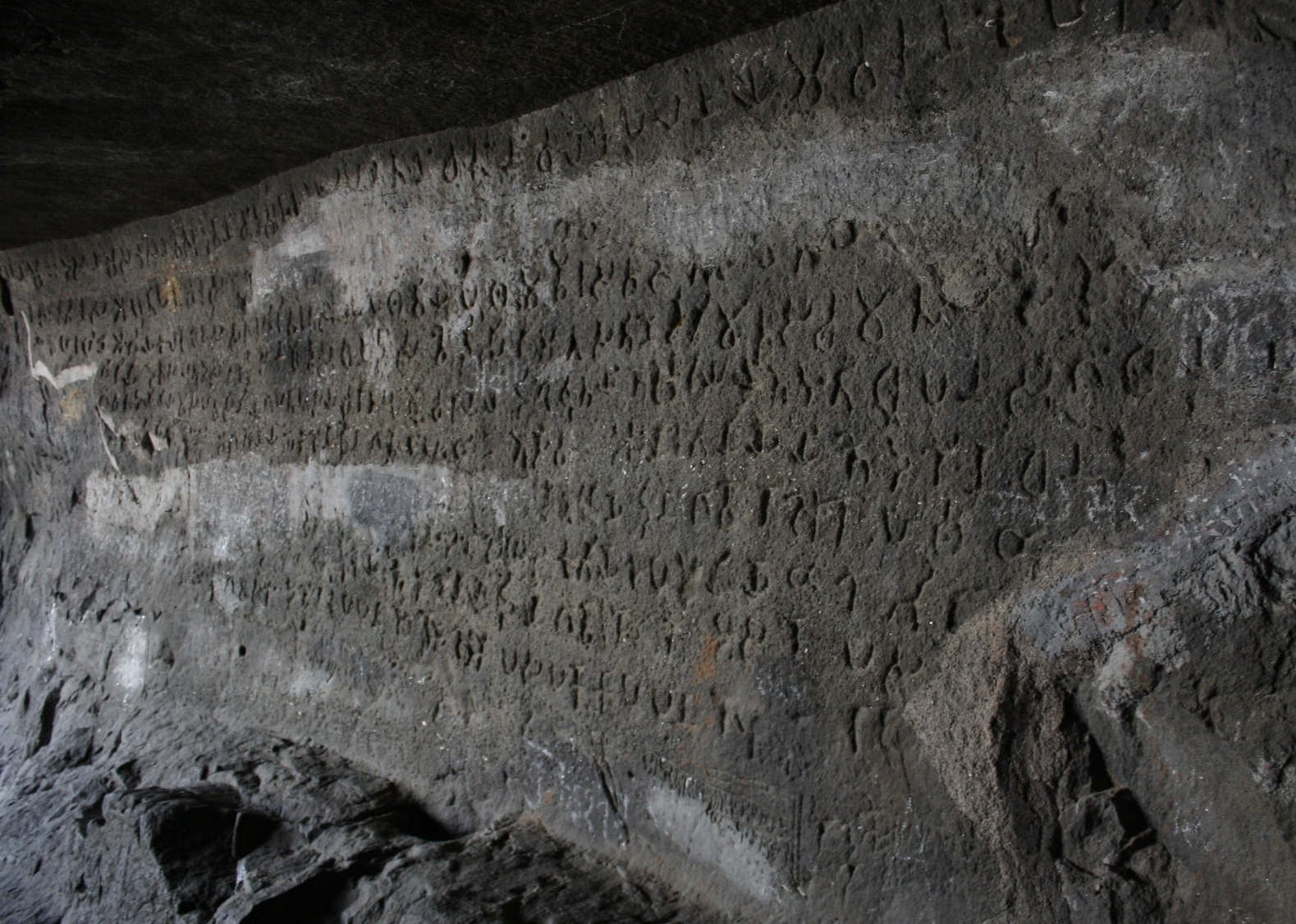
나네가트 비문. 사타카르니 1세 통치 시기인 기원전 70-60년으로 추정된다.

칸하의 판다블레니에는 마하마트라(담당관)라는 용어가 언급되어 있는데, 이는 초기 사타바하나가 마우리아 제국의 행정 모델을 따랐음을 나타낸다. C. 마르가반두는 사타바하나가 원래 마우리아 제국의 종속국으로 복무한 후 서부 데칸에 제국을 세웠지만, 그들이 동부 데칸(안드라 지역)의 원주민이었기 때문에 안드라라고 불렸다고 이론화했다. 히만슈 프라바 레이(1986)는 안드라가 원래 민족적 용어였으며, 사타바하나 시대가 한참 지난 후에야 동부 데칸의 지리적 지역을 나타내게 되었다고 주장하며 이 이론에 반대한다. 비디아 데헤지아에 따르면, 푸라나의 저자들(사타바하나 시대 이후에 작성되었을 수 있음)은 동부 데칸에서 사타바하나의 존재를 그들의 기원에 대한 증거로 오해하고, 그들을 "안드라"라고 잘못 표기했다.
푸라나는 사타바하나 왕들을 안드라족, 안드라브리티아, 또는 안드라자티야라고 불렀다. 안드라는 부족명과 지명 모두이다. 안드라브리티아(안드라의 하인)라는 용어는 두 가지를 의미할 수 있는데, 하나는 안드라가 원래 마우리아 또는 순가의 하인이었다는 것이다. 다른 하나는 일부 학자들에 따르면, 이 표현이 다른 안드라 통치자들의 하인을 나타낸다고 해석될 수 있다는 것이다. 이 학자들은 또한 사타바하나가 현재의 카르나타카주에서 기원했으며, 처음에는 일부 안드라 통치자들에게 충성을 바쳤다는 의미로 칸나다족 기원을 제시한다. 카르나타카의 카나가나할리 마을에 있는 사타바하나 비문은 바시스티푸트라 스리 치무카 사타바하나 통치 16년(기원전 110년경으로 추정)을 언급한다. 비슈누 시타람 수크탄카르는 현재의 벨라리구에 있는 영토 구분인 사타바하니-사타하니 (사타바하니하라 또는 사타하니-랏타)가 사타바하나 가문의 본거지였다고 이론화했다. 그러나 고팔차리 박사는 벨라리구에서 초기 사타바하나의 비문이 단 하나도 발견되지 않았고, 벨라리구의 유일한 사타바하나 비문은 사타바하나 역사의 후기 시대에 속하는 풀루마비의 것이라는 점을 지적하며 수크탄카르의 이론에 이의를 제기했다. 카르나타카의 카나가나할리 마을에 있는 스투파는 기원전 1세기에서 서기 1세기 사이로 추정되며, 치무카(시무카), 사타카니(사타카르니) 및 다른 사타바하나 통치자들의 초상을 묘사한 석회암 패널이 특징이다. 역사가 파르마난드 굽타에 따르면, 중세 시대에 스리사일람 지역 또는 스리파르바타 지역은 칸나두 및 칸나비사야로 알려졌으며, 이는 사타카르닌나두 및 사타카르니비사야의 축약형으로, 풀루마이의 미야카도니 비문 또는 히라하다갈리 부여에 언급된 사타바하니랏타와 동일시되는 것으로 보인다. 이들은 벨라리 지역을 포함하며, 다른 역사가 V. S. 수크탄카르에 따르면 사타바하나의 본고지로 지목되었다.
바수데브 비슈누 미라시에 따르면, 사타바하나족은 서부 마하라슈트라에서 기원했을 가능성이 높다. 자이나교 문학은 프라티슈타나(현재 마하라슈트라 마라트와다 지역의 파이탄)를 초기 사트바하나 통치자 샤크티쿠마라의 수도로 기록하고 있다. 마찬가지로, 고대 지리학자 클라우디오스 프톨레마이오스는 서기 140년경 푸루마비라는 왕이 같은 도시에서 통치했다고 언급했다. 이제 문제는 왜 이 통치자들이 "안드라"라고 불렸는가 하는 것이다. 이는 서기 320년경에 편찬되었을 것으로 추정되는 푸라나에 기록된 왕조 목록을 통해 설명할 수 있다. 그는 이 목록들이 이 시기 이후의 왕조나 통치자들을 언급하지 않으며, 사타바하나족은 서기 230년경에 이미 쇠퇴했음을 추론한다. 그들이 쇠퇴할 무렵, 사트바하나 권력의 중심은 안드라 지역으로 옮겨졌다. 후기 왕 가우타미푸트라 비자야 사타카르니의 비문이 안드라프라데시주 나가르주나콘다에서 발견되었는데, 그곳에서 그는 나가르주나콘다로 언급된 도시인 비자야푸리를 수도로 삼았다고 한다. 그의 주화는 또한 당시 추투쿨라 사타카르니 2세로 알려진 다른 왕의 영토였던 서부 마하라슈트라에는 존재하지 않는다.

### 바르나
이 왕조의 바르나는 현대 학자들 사이에서 논쟁이 되고 있으며, 수드라, 크샤트리야, 그리고 브라만 기원에 대해 다양하게 주장되었다.
푸라나는 사타바하나 가문의 창시자를 브리샬라(수드라 또는 천민)라고 부른다.
가우타미 발라슈리의 나시크 비문은 그녀의 아들 가우타미푸트라 사타카르니를 에카-밤하나(산스크리트어: eka-brahmana)라고 묘사한다. V.V. 미라시와 같은 일부 학자들은 이 용어를 "유일한 브라만"으로 해석하고 사타바하나가 브라만이었다고 주장한다. 헴 찬드라 라이차우두리는 이 용어를 "독특한 브라만"으로 해석하고, 비문이 가우타미푸트라를 "크샤트리야의 오만과 자만을 파괴한 자"라고 묘사하고 있으며, 이는 가우타미푸트라가 브라만임을 강력히 시사한다고 언급한다.
이 이론의 비판자들은 가우타미푸트라의 가문이 비브라만계인 샤카족과 혼인 관계를 맺었으며, 동일한 비문에서 가우타미푸트라가 바르나의 혼합(vinivatita chatu vana sankara)을 막았다고 묘사하고 있기 때문에 사타바하나가 브라만일 수 없다고 지적한다. 역사가 V. 순다라 라마 샤스트리는 "에카-밤하나"를 "유일한 브라만"으로 해석하는 것은 왕이 분명히 그의 바르나의 유일한 구성원이 아니었으므로 의미가 없다고 주장한다. 대신 그는 이 용어를 왕이 "브라만보다도 뛰어났다"는 것을 나타내는 칭호로 해석한다. 역사가 R. G. 반다르카르는 이 용어를 브라만의 "유일한 수호자"로 해석한다.
일부 자이나 문학 작품과 드바트림삿-푸탈리카는 샬리바하나 (일부 현대 학자들은 사타바하나 왕으로 식별)를 브라만과 나가의 혼혈로 묘사한다. 이를 바탕으로 디네시찬드라 시르카르와 같은 일부 학자들은 사타바하나가 원래 비브라만 계통이었으나, 일부 브라만 가문과 혼인 관계를 맺은 후 브라만 신분을 주장하기 시작했다고 이론화한다.

## 역사
사타바하나에 대한 정보는 푸라나, 일부 불교 및 자이나교 문헌, 왕조의 비문과 주화, 그리고 무역에 초점을 맞춘 외래(그리스 및 로마) 기록에서 얻을 수 있다. 이러한 자료들이 제공하는 정보만으로는 왕조의 역사를 확실하게 재구성하기에 충분하지 않다. 그 결과, 사타바하나 연대기에 대한 여러 이론이 존재한다.

### 건국
시무카는 나네가트에 있는 사타바하나 비문의 왕실 명단에 첫 번째 왕으로 언급된다. 다양한 푸라나는 왕조의 첫 번째 왕이 23년 동안 통치했으며, 그의 이름을 시슈카, 신두카, 치스마카, 시프라카 등으로 다양하게 언급한다. 이들은 필사본을 베껴 쓰고 다시 베껴 쓰는 과정에서 시무카의 이름이 변형된 것으로 추정된다. 시무카의 통치 시기는 현존하는 증거에 기초하여 확실하게 확정할 수 없다. 다음 이론들에 기초하여 사타바하나 통치의 시작은 기원전 271년부터 기원전 30년까지 다양하게 추정된다. 푸라나에 따르면, 초대 안드라 왕은 칸바 왕조를 전복시켰다. 일부 문헌에서는 그의 이름이 발리푸차로 언급된다. D. C. 시르카르는 이 사건을 기원전 30년경으로 추정했으며, 이 이론은 다른 많은 학자들에게 지지받는다.
마츠야 푸라나는 안드라 왕조가 약 450년 동안 통치했다고 언급한다. 사타바하나 통치가 3세기 초에 끝났으므로, 그들의 통치 시작은 기원전 3세기로 거슬러 올라갈 수 있다. 메가스테네스의 인디카 (기원전 350 – 290년)는 10만 보병, 2천 기병, 1천 코끼리 군대를 유지했던 "안다라에"라는 강력한 부족을 언급한다. 만약 안다라에가 안드라스와 동일시된다면, 이는 기원전 3세기에 시작된 사타바하나 통치의 추가 증거로 간주될 수 있다. 브라흐만다 푸라나는 "네 명의 칸바스가 45년 동안 세상을 통치할 것이며; 그 후 (그것은) 다시 안드라스에게 돌아갈 것"이라고 언급한다. 이 진술을 바탕으로 이 이론의 지지자들은 사타바하나 통치가 마우리아 제국 통치 직후에 시작되었고, 이어서 칸바 공위시대가 있었으며, 그 다음 사타바하나 통치가 부활했다고 주장한다. 이론의 한 버전에 따르면 시무카는 마우리아 왕조의 뒤를 이었다. 이 이론의 변형은 시무카가 칸바스를 전복시킴으로써 사타바하나 통치를 회복한 사람이라는 것이다. 푸라나의 편찬자는 그를 왕조의 창시자와 혼동했다.
대부분의 현대 학자들은 사타바하나 통치가 기원전 1세기에 시작되어 서기 2세기까지 지속되었다고 믿는다. 이 이론은 푸라나 기록뿐만 아니라 고고학적 및 화폐학적 증거에 기반한다. 그들의 통치 시기를 더 이전으로 거슬러 올라가는 이론은 현재 대부분 신뢰할 수 없는 것으로 여겨진다. 왜냐하면 다양한 푸라나들이 서로 모순되며, 금석학적 또는 화폐학적 증거에 의해 완전히 뒷받침되지 않기 때문이다.
가장 오래된 사타바하나 비문은 카나가나할리 대스투파의 상단 드럼(메디) 석판에서 발견된 것으로, 바시스티푸트라 스리 치무카 사타바하나 통치 16년을 언급하며, 기원전 110년경으로 추정된다.
𑀭𑀸𑀜𑁄 𑀲𑀺𑀭𑀺 𑀙𑀺𑀫𑀼𑀓 𑀲𑀸𑀢𑀯𑀸𑀳𑀦𑀲 𑀲𑁄𑀟𑁂 𑀯𑀙𑀭𑁂 𑁛𑁗 𑀫𑀸𑀢𑀺𑀲𑁂𑀓

라노 시리 치무(카) 사타바하나사 소데 바차레 10 6 마티세카

"시리 치무카 사타바하나 왕의 16년차에."— 시무카의 카나가나할리 비문 (16년차).

카나가나할리의 다른 석판에서는 왕이 나가라자와 함께 묘사되었을 가능성이 있으며, 비문은 다음과 같다.
𑀭𑀸𑀚𑀸 𑀲𑀺𑀭𑀺 𑀙𑀺𑀫𑀼𑀓𑁄 𑀲𑀸𑀤𑀯𑀸𑀳𑀦𑁄 𑀦𑀸𑀕𑀭𑀸𑀬 𑀲𑀔𑀥𑀸𑀪𑁄
라자 시리 치무코 사다바하노 나가라야 사카다보
"사타바하나의 군주 시무카, 나가라자 사카다보"— 시무카의 카나가나할리 비문.

### 초기 확장
시무카의 뒤를 이어 그의 동생 칸하(크리슈나라고도 알려짐)가 왕위에 올라 서쪽으로 나시크까지 왕국을 확장했다. 그의 후계자 사타카르니 1세는 북인도에 대한 그리스의 침략으로 인한 혼란을 이용하여 서부 말와, 아누파(나르마다강 계곡) 및 비다르바를 정복했다. 그는 아슈바메다와 라자수야를 포함한 베다 희생제를 거행했다. 불교도 대신 브라만에게 후원하고 상당한 재산을 기부했다. 칼링가 왕 카라벨라의 하티굼파 비문은 "사타카니" 또는 "사타카미니"라는 왕을 언급하는데, 일부 학자들은 이 왕을 사타카르니 1세와 동일시한다. 이 비문은 군대 파견과 카라벨라의 도시 위협을 묘사한다. 비문이 부분적으로만 해독 가능하기 때문에, 다른 학자들은 비문에 묘사된 사건들을 다르게 해석한다. R. D. 바네르지와 샤일렌드라 나트 센에 따르면, 카라벨라는 사타카르니에 대항하여 군대를 파견했다. 바그왈 랄에 따르면, 사타카르니는 카라벨라의 왕국 침략을 피하고 싶어했다. 그래서 그는 카라벨라에게 말, 코끼리, 전차 및 병사들을 조공으로 보냈다. 수다카르 차토파디아야에 따르면, 카라벨라의 군대는 사타카르니에 대항하여 진격하는 데 실패한 후 경로를 변경했다. 알랭 다니엘루에 따르면, 카라벨라는 사타카르니와 친했으며, 충돌 없이 그의 왕국을 통과했을 뿐이다.
사타카르니의 후계자 사타카르니 2세는 56년 동안 통치했으며, 이 기간 동안 그는 숭가로부터 동부 말와를 점령했다. 이를 통해 그는 산치의 불교 유적지에 접근할 수 있었으며, 그곳에서 그는 원래의 마우리아 제국과 숭가 왕조의 스투파 주변에 장식된 입구 건설에 기여했다. 사타카르니 2세는 산치의 헌정 비문으로 알려져 있다. 그는 람보다라의 뒤를 이었다. 람보다라의 아들이자 후계자인 아필라카의 주화는 마디아프라데시 동부에서 발견되었다. 그러나 앤드루 올렛은 사타카르니가 단 한 명뿐이라고 주장한다. 왜냐하면 주장되는 사타카르니 1세는 10년, 사타카르니 2세는 50년으로 다른 학자들이 할당했지만, 이 왕의 유일한 날짜가 있는 비문은 기원전 60년경 그의 통치 30년차의 찬단케다 인장이며, 그는 기원전 88-42년경에 통치했기 때문이다.

#### 산치 예술
사타바하나 왕조는 산치의 불교 스투파를 장식하는 데 크게 기여했다. 이는 사타카르니 2세 왕의 통치 하에 대대적으로 보수되었다. 기원전 70년 이후에 건립된 입구와 난간은 사타바하나 왕조가 의뢰한 것으로 보인다. 남쪽 입구의 비문은 이 입구가 사타카르니 2세의 왕실 건축가 아난다의 작품임을 기록하고 있다. 비문은 사타바하나 황제 사타카르니의 장인들이 남쪽 입구의 상단 아키트레이브 중 하나를 기증했음을 기록한다.
바시티의 아들 아난다의 기부, 라자 시리 사타카르니의 장인장.

| 사타바하나 시대 산치 기원전 1세기 / 서기 1세기. |  | |
|                                                 |  | - 아키트레이브 - 아키트레이브 - 야크시니. - 기둥 상단. - 사자 기둥 상단. - 사바스티에서 공중 걷기 기적. - 보리수. - 나이라자나강에서 붓다가 강을 걷는 기적 - 빔비사라 왕이 라자그리하 시를 떠나 붓다를 방문하는 행렬. - 산치 대스투파 북쪽 입구에서 스투파 1에 헌공하는 외국인들. - 카필라바스투에서 슛도다나 왕의 행렬. |

### 나하파나 치하 서사트라프의 침공
아필라카의 후계자들에 대해서는 거의 알려진 바가 없으며, 단지 쿤탈라 사타카르니에 대한 수수께끼 같은 언급만 있을 뿐이다. 왕조의 다음으로 잘 알려진 통치자는 할라로, 그는 마하라슈트리 프라크리트어로 가하 사타사이를 편찬했다. 할라와 마찬가지로 그의 네 명의 후계자들 또한 매우 짧은 기간(총 12년) 동안 통치했는데, 이는 사타바하나 왕조의 혼란스러운 시기를 나타낸다.
금석학적 및 화폐학적 증거는 사타바하나가 이전에 북부 데칸고원, 북부 콘칸 해안 평야 및 이 두 지역을 연결하는 산악 통로를 통제했음을 시사한다. 서기 15-40년 동안, 그들의 북부 이웃인 서사트라프는 이 지역으로 영향력을 확장했다. 서사트라프 통치자 나하파나는 그의 총독이자 사위인 리샤바다타의 비문에서 증명되듯이 이전 사타바하나 영토를 통치한 것으로 알려져 있다.

### 첫 번째 부흥

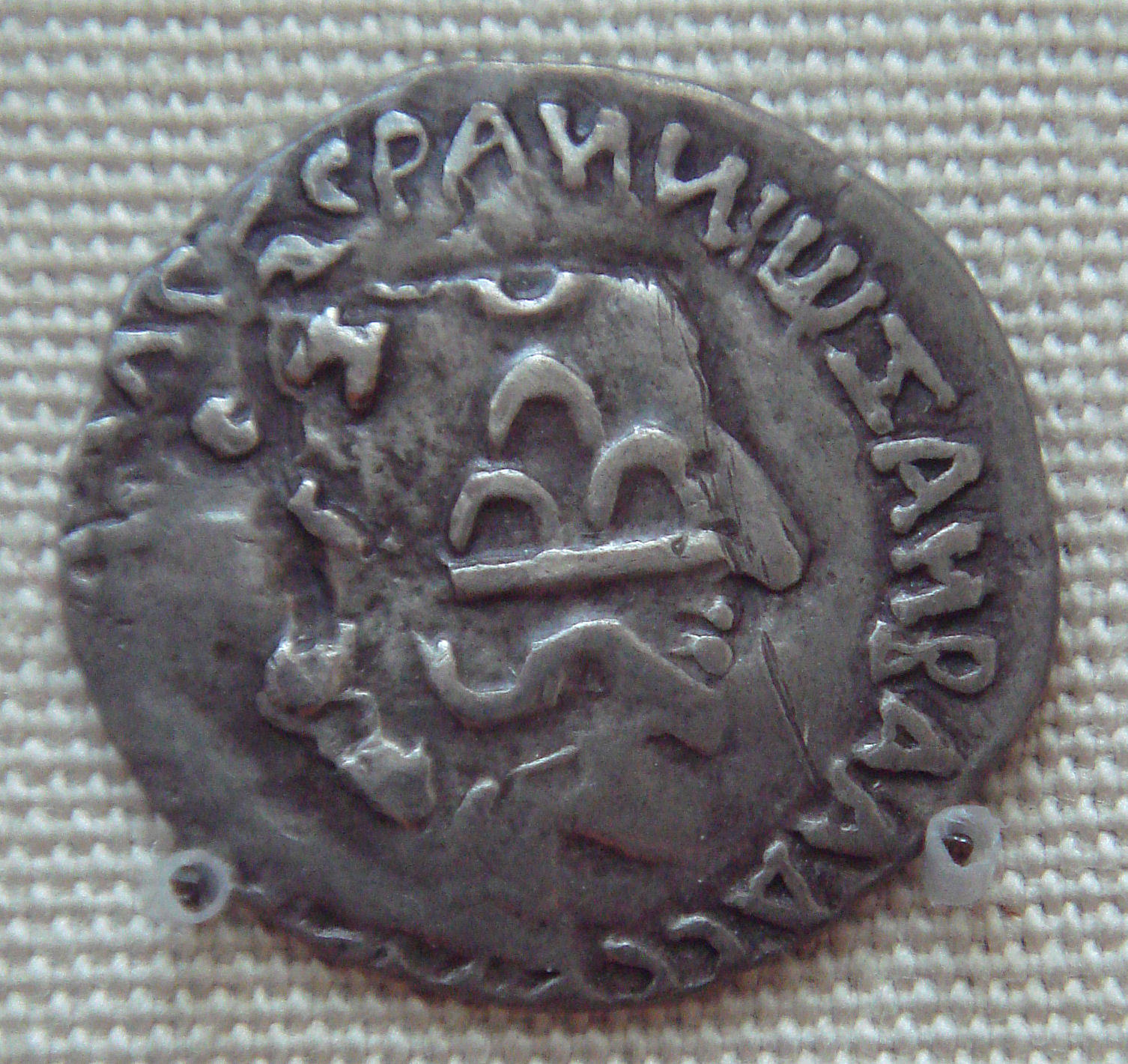
나하파나의 주화 위에 사타바하나 왕 가우타미푸트라 사타카르니가 다시 새긴 주화. 나하파나의 옆모습과 주화 문자가 여전히 명확하게 보인다.

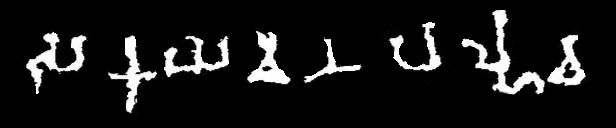
여왕 고타미 발라시리의 나시크 석굴 3번 동굴 비문에 언급된 패배한 "사카-야바나-팔하바" (브라흐미 문자: 𑀲𑀓 𑀬𑀯𑀦 𑀧𑀮𑁆𑀳𑀯 (비문 5행 끝).

사타바하나의 권력은 가우타미푸트라 사타카르니에 의해 부활했는데, 그는 사타바하나 통치자들 중 가장 위대한 인물로 여겨진다. 찰스 하이엄은 그의 통치를 기원전 103-127년경으로 추정한다. S. 나가라주와 샬렌드라 반다레, 아키라 시마다, 오스카 폰 히누버는 그의 통치 기간을 서기 106-130년으로 보는데, 역사적으로 서기 78년에 "가우타미푸트라 사타카르니"가 우자인의 비크라마디티아를 물리쳤고, 이는 "유그 아디"(안드라, 카르나타카, 마하라슈트라(구디 파드와), 텔랑가나 주에서는 새해를 의미하는 새로운 시대의 시작)로 기념되었기 때문에, 이들 주 사람들은 그 이후로 사트바하나 달력을 따르고 있다. 앤드루 올렛은 서기 60-84년으로 본다. 그에게 패배한 통치자는 서사트라프의 지배자 나하파나로 보인다. 이는 나하파나의 주화에 가우타미푸트라의 이름과 칭호가 덧새겨진 것에서 알 수 있다. 가우타미푸트라의 어머니 가우타미 발라슈리의 나시크 프라샤스티 비문은 그의 사망 20년 후의 것으로, 그의 업적을 기록하고 있다. 비문의 가장 자유로운 해석은 그의 왕국이 북쪽으로는 현재의 라자스탄에서 남쪽으로는 크리슈나강까지, 서쪽으로는 사우라슈트라에서 동쪽으로는 칼링가까지 확장되었음을 시사한다. 그는 라자-라자 (왕 중의 왕)와 마하라자 (대왕)의 칭호를 사용했으며, 빈디아산맥의 군주로 묘사되었다.
그의 통치 말기에는 그의 행정은 분명히 그의 어머니가 담당했는데, 이는 질병이나 군사적 문제 때문이었을 수 있다. 그의 어머니 고타미 발라슈리가 만든 나시크 비문에 따르면, 그는 ...
... 크샤트리야의 자만심과 자만을 짓밟았고; 사카족 (서사트라프), 야바나족 (인도-그리스인) 및 파흘라바족 (인도-파르티아인)을 멸망시켰으며,... 칼하카라타 가문 (나하파나의 크샤하라타 가문)을 뿌리 뽑았고; 사타바하나족의 영광을 되찾았다.— 나시크 판다블레니 석굴 3번 동굴에 있는 고타미 발라슈리 여왕의 비문.

가우타미푸트라의 뒤를 이어 그의 아들 바시스티푸트라 스리 풀루마비 (또는 풀루마이)가 즉위했다. 샤일렌드라 나트 센에 따르면, 풀루마비는 서기 96년부터 119년까지 통치했다. 찰스 하이엄에 따르면, 그는 서기 110년경 왕위에 올랐고, 샬렌드라 반다레, 아키라 시마다, 오스카 폰 히누버에 따르면 바시스티푸트라 스리 풀루마비는 서기 85년부터 125년까지 통치했다. 앤드루 올렛은 서기 84년부터 119년까지로 본다. 풀루마비는 수많은 사타바하나 비문에 등장하며 그의 주화는 넓은 지역에 걸쳐 발견되었다. 이는 그가 가우타미푸트라의 영토를 유지했으며 번성하는 왕국을 다스렸음을 나타낸다. 그는 사타카르니의 왕국에 벨라리 지역을 추가한 것으로 여겨진다. 그의 주화에는 이중 돛을 가진 선박이 그려져 있으며, 이는 코로만델 해안에서 발견되어 해상 무역과 해군력에 대한 관여를 시사한다. 오래된 아마라바티 스투파는 아마 그의 통치 기간 동안 개조되었을 것이다. 그러나 최근 연구는 이 시기를 더 넓게 본다.

### 루드라다만 1세 치하의 두 번째 서사트라프 침략

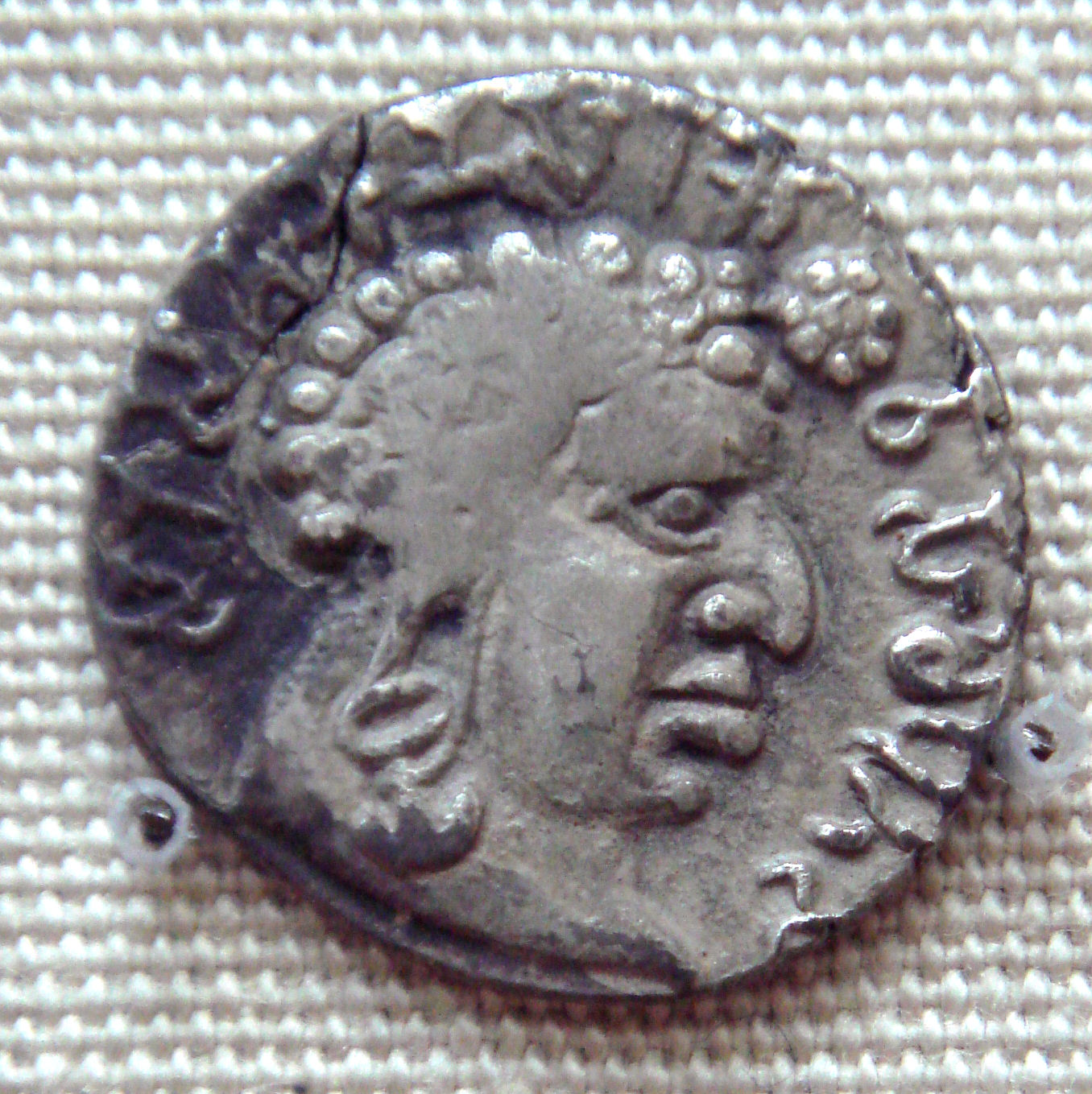
바시스티푸트라 사타카르니의 주화.

풀루마비의 후계자는 그의 형제 바시스티푸트라 사타카르니였다. S. N. 센에 따르면 그는 서기 120-149년에 통치했다. 찰스 하이엄에 따르면 그의 통치 기간은 서기 138-145년이었다. 그는 루드라다만 1세의 딸과 결혼하며 서사트라프와 결혼 동맹을 맺었다.
루드라다만 1세의 주나가드 비문은 그가 두 번이나 닥시나파타(데칸)의 군주인 사타카르니를 물리쳤다고 명시한다. 또한 그는 가까운 관계 때문에 패배한 통치자의 목숨을 살려주었다고 명시한다.
"루드라다만 (...) 그는 공정한 싸움에서 닥시나파타의 군주인 사타카르니를 두 번이나 완전히 물리쳤음에도 불구하고, 그들의 밀접한 관계 때문에 그를 파괴하지 않아 좋은 평판을 얻었다."— 주나가드 바위 비문

D. R. 반다르카르와 디네시찬드라 시르카르에 따르면, 루드라다만에게 패배한 통치자는 가우타미푸트라 사타카르니였다. 그러나 E. J. 랍슨은 패배한 통치자가 그의 아들 바시스티푸트라 풀루마비였다고 믿었다. 샤일렌드라 나트 센과 찰스 하이엄은 패배한 통치자가 바시스티푸트라의 후계자인 시바스칸다 또는 시바 스리 풀루마이(또는 풀루마비)였다고 믿는다.
그의 승리의 결과로, 루드라다만은 이전 나하파나가 소유했던 모든 영토를 되찾았지만, 푸네와 나시크의 최남단 영토는 예외였다. 사타바하나 영토는 데칸과 아마라바티 주변의 동부 중앙 인도의 원래 거점으로 제한되었다.

### 두 번째 부흥

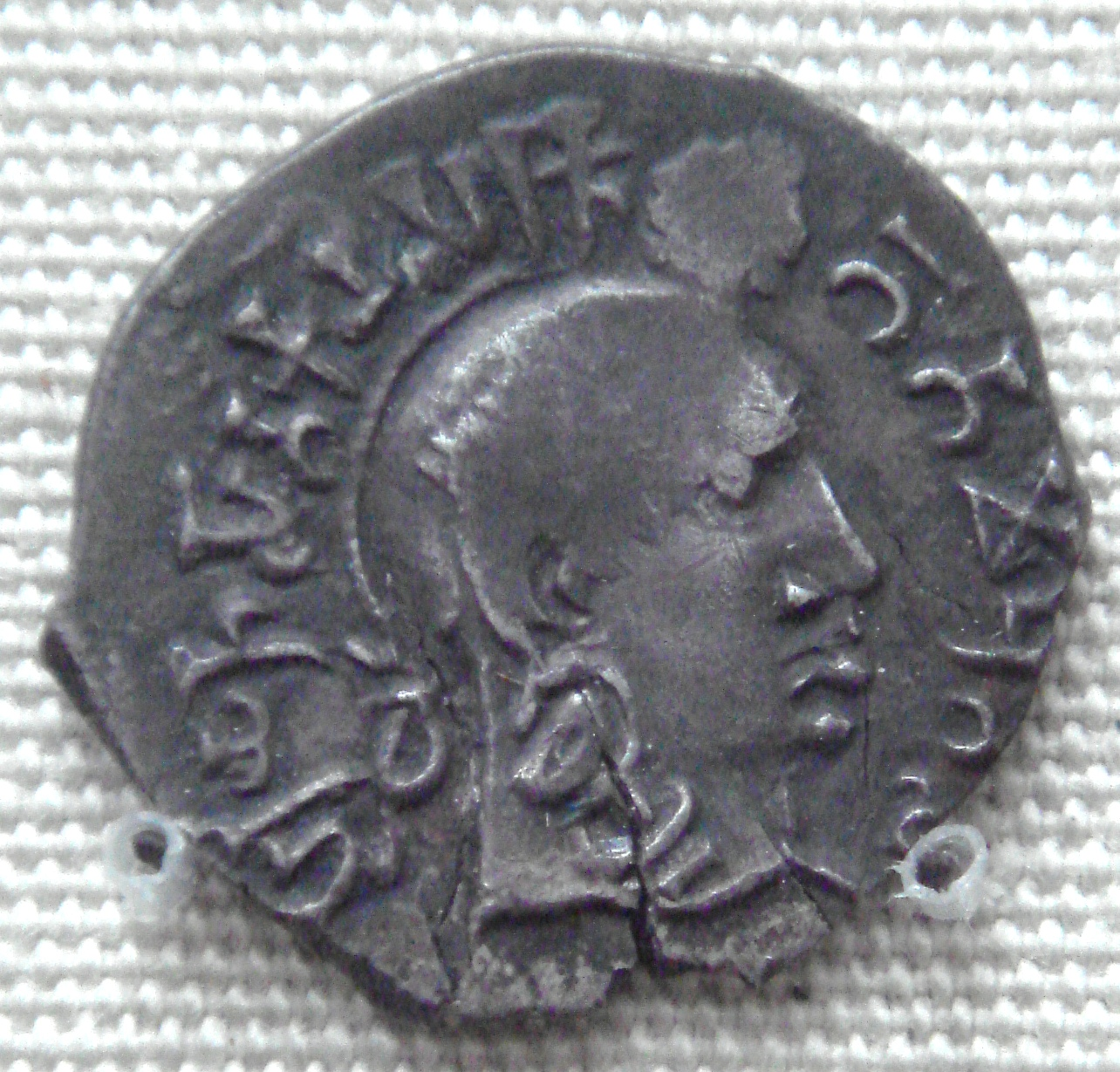
야즈나 스리 사타카르니의 주화, 대영박물관.

주요 사타바하나 왕조 혈통에 속하는 마지막 인물인 야즈나 스리 사타카르니는 사타바하나 통치를 잠시 부활시켰다. S. N. 센에 따르면 그는 서기 170-199년에 통치했다. 찰스 하이엄은 그의 통치 종결을 서기 181년으로 추정한다. 그의 주화는 선박 이미지를 특징으로 하는데, 이는 해군 및 해상 무역의 성공을 시사한다. 그의 주화가 널리 분포되어 있고, 나시크, 칸헤리, 군투르에 비문이 있다는 것은 그의 통치가 데칸의 동부와 서부 지역 모두에 걸쳐 있었음을 나타낸다. 그는 서사트라프에게 잃었던 영토의 상당 부분을 되찾았고, 그들을 모방하여 은화를 발행했다. 그의 통치 말기에는 아비라족이 나시크 지역 주변의 왕국 북부를 점령했다.

### 쇠퇴
야즈나 사타카르니 이후, 사타바하나 왕조는 아마도 중앙 권력의 쇠퇴로 인해 봉건 영주들의 부상에 따라 곧 멸망했다. 반면에 서사트라프는 굽타 제국에 의해 멸망할 때까지 다음 두 세기 동안 계속 번성할 것이다. 야즈나 스리 사타카르니의 뒤를 이어 마다리푸트라 스와미 이스바라세나가 즉위했다. 다음 왕 비자야는 6년 동안 통치했다. 그의 아들 바시스티푸트라 스리 차다 사타카르니는 10년 동안 통치했다. 주요 계통의 마지막 왕인 풀루마비 4세는 서기 225년경까지 통치했다. 그의 통치 기간 동안, 나가르주나콘다와 아마라바티를 포함한 여러 불교 기념물이 건설되었다. 마디아프라데시주 또한 그의 왕국의 일부였다.
풀루마비 4세 사망 이후, 사타바하나 제국은 다섯 개의 작은 왕국으로 분열되었다.
1. 북부: 사타바하나의 방계 지배 (서기 4세기 초 멸망)[58]
2. 나시크 주변 서부: 아비라 왕조 지배
3. 동부 (크리슈나 구-군투르 구 지역): 안드라 익슈바쿠족 지배
4. 남서부 (북부 카르나타카): 바나바시의 추투 왕조 지배
5. 남동부: 팔라바 왕조 지배

## 영토
사타바하나 영토는 북부 데칸고원 지역을 포함했으며, 현재의 안드라프라데시주, 마하라슈트라주, 텔랑가나주에 걸쳐 있었다. 때로는 그들의 통치가 현재의 구자라트주, 카르나타카주, 마디아프라데시주의 일부까지 확장되기도 했다. 가우타미푸트라 사타카르니의 어머니 가우타미 발라슈리가 발행한 나시크 프라샤스티 비문은 그녀의 아들이 북쪽의 구자라트주에서 남쪽의 북카르나타카까지 펼쳐진 광대한 영토를 통치했다고 주장한다. 가우타미푸트라가 이 주장된 영토에 대해 효과적인 통제력을 가졌는지는 불분명하다. 어쨌든, 역사적 증거는 그가 이 영토들에 대한 통제력을 오래 유지하지 못했음을 시사한다. 더욱이, 이 왕국은 연속적이지 않았다. 이 지역의 많은 지역은 수렵채집인 및 다른 부족 공동체의 통제 하에 남아 있었다.
역사가 M. 고빈다 파이에 따르면, 클라우디오스 프톨레마이오스 (서기 100-170년)는 시로 폴레마이오스 (바시스티푸트라 스리 풀루마비)가 북쪽의 수도 파이탄에서 통치했을 때 (서기 85-125년경), 바레오쿠로스 또는 바레오쿠라 (빌리바야쿠라)라는 다른 사타바하나 왕자가 남쪽의 후비나 히파라기 (현재 카르나타카 비자야푸라구 바사바나 바게와디 탈룩)에서 통치했으며, 이 왕자가 바로 그의 아들이었다고 언급한다. 파이는 이 빌리바야-쿠라 왕자를 빌리바야 쿠마라 (빌리바야의 아들을 의미)의 다른 형태로 식별하며, 빌리바야가 당시 사용되던 프라크리트어 규칙과 일반적인 용법에 따라 풀루마이의 다른 표현에 불과하다는 것을 증명한다. 따라서 빌리바야쿠라는 현재 카르나타카의 후비나 히파라기에서 통치하던 바시스티푸트라 스리 풀루마비의 아들을 의미한다. 파이는 클라우디오스 프톨레마이오스가 벤다 강 (또는 빈다) 또는 비마강 북쪽과 바나우아세이 (바나바시) 남쪽 사이에 위치한다고 언급한 10개 도시, 즉 나가루리스 (나구르), 타바소 (타바시), 인데 (인디), 티리판갈리다 (가딘글라지), 히포쿠라 (후비나 히파라기), 수부투 (사바디), 시리말라가 (말케드), 칼리게리스 (칼케리), 모도굴라 (무드갈), 페티르갈라 (파타다칼)가 모두 북부 카르나타카에 위치한다고 식별한다.
사타바하나의 수도는 시간이 지남에 따라 계속 바뀌었다. 나시크 비문은 가우타미푸트라를 베나카타카의 군주로 묘사하며, 이는 이곳이 그의 수도의 이름이었음을 시사한다. 클라우디오스 프톨레마이오스 (서기 2세기)는 프라티슈타나 (현대 파이탄)를 풀루마비의 수도로 언급했다. 다른 시기에는 사타바하나의 수도가 다라니코타와 주나르를 포함했다. M. K. 다발리카르는 원래 사타바하나의 수도가 주나르에 있었으나, 북서쪽에서 사카-쿠샨 제국의 침략으로 인해 프라티슈타나로 옮겨야 했다고 이론화했다.
여러 사타바하나 시대 비문은 종교 수도원에 대한 기부를 기록한다. 이 비문에서 기증자의 거주지로 가장 자주 언급되는 정착지는 항구 도시인 소파라, 칼리안, 바루치, 쿠다 (미확인), 그리고 차울이다. 가장 자주 언급되는 내륙 정착지는 다냐카타캄/다라니코타, 주나르, 나시크, 파이탄, 그리고 카라드이다.
서부 데칸의 다른 중요한 사타바하나 유적지로는 고바르다나, 네바사, 테르, 바드가온-마드하브푸르가 있다. 동부 데칸의 유적지로는 아마라바티, 둘리카타, 코탈링갈라, 페다반쿠르가 있다.

## 행정

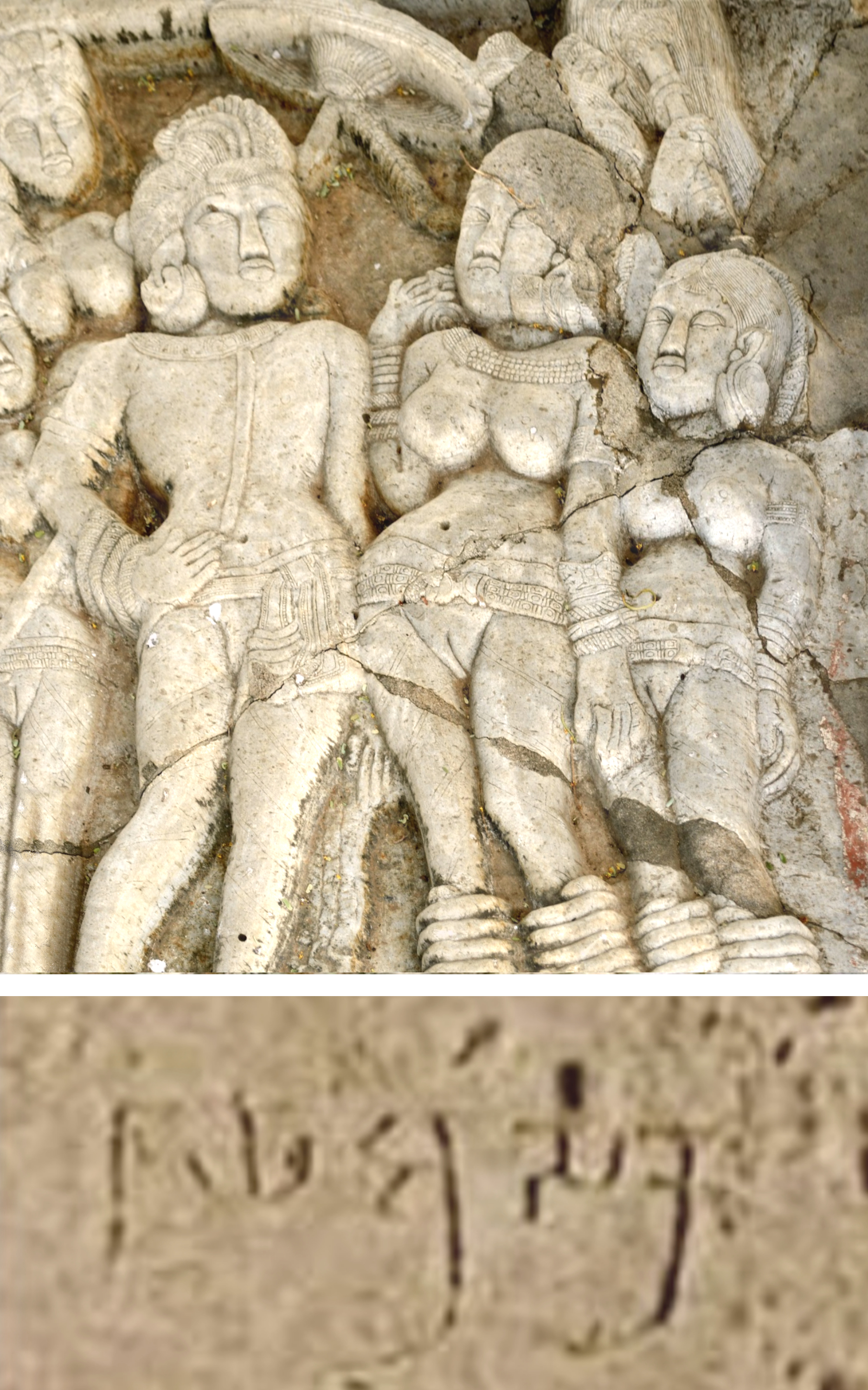
산나티 (카나가나할리 스투파)에 있는 아소카와 그의 왕비들, 서기 1-3세기. 비문 "라야 아소코"(𑀭𑀸𑀬 𑀅𑀲𑁄𑀓𑁄, "아소카 왕")는 브라흐미 문자로 새겨져 있다.

사타바하나 왕조는 샤스트라의 행정 지침을 따랐다. 그들의 정부는 마우리아 왕조보다 중앙집권적이지 않았으며, 여러 단계의 봉건 영주를 특징으로 했다.
- 라잔: 세습 통치자
- 라자: 자신의 이름으로 주화를 발행하는 소군주
- 마하라티: 자신의 이름으로 마을을 하사할 수 있고 왕실과 혼인 관계를 유지하는 세습 영주
- 마하보자
- 마하세나파티 (풀루마비 2세 휘하의 민정관; 풀루마비 4세 휘하의 자나파다 총독)
- 마하탈라바라 ("위대한 감시자")

왕자들(쿠마라)은 지방의 총독으로 임명되었다.
가우타미푸트라 사타카르니의 비문은 관료주의적 구조의 존재를 시사하지만, 이 구조가 얼마나 안정적이고 효과적이었는지는 확실하지 않다. 예를 들어, 나시크 석굴 11호에서 발견된 두 개의 비문은 수도원 공동체에 대한 농경지 기부를 기록한다. 이들은 수도원 공동체가 세금 면제와 왕실 관리의 간섭을 받지 않을 것이라고 명시한다. 첫 번째 비문은 이 기부가 가우타미푸트라의 대신 시바굽타에 의해 왕의 구두 명령으로 승인되었고, "위대한 군주들"에 의해 보존되었다고 명시한다. 두 번째 비문은 가우타미푸트라와 그의 어머니에 의한 기부를 기록하며, 고바르다나라 프라샤스티의 대신으로 샴마카를 언급한다. 이 비문은 헌장이 로타라는 여성에 의해 승인되었다고 명시하는데, 고고학자 제임스 버지스의 해석에 따르면 그녀는 가우타미푸트라 어머니의 수석 궁녀였다.
사타바하나 시대의 비문에는 세 가지 유형의 정착지가 언급되어 있다: 나가라(도시), 니가마(시장 도시), 가마(마을).
샤스트리에 따르면, "사타바하나 왕조는 '세 바다의 군주'로 묘사되었고 해외 식민지화와 무역을 촉진했다. 그들 아래에서 불교 미술은 서인도의 석굴 사원과 아마라바티, 골리, 나가르주니콘다 스투파의 유적에 오늘날까지 보존된 아름다움과 우아함의 훌륭한 형태를 이루었다." 이 전통은 동부와 서부 데칸의 사타바하나 후계자들에게 이어졌다.

## 경제

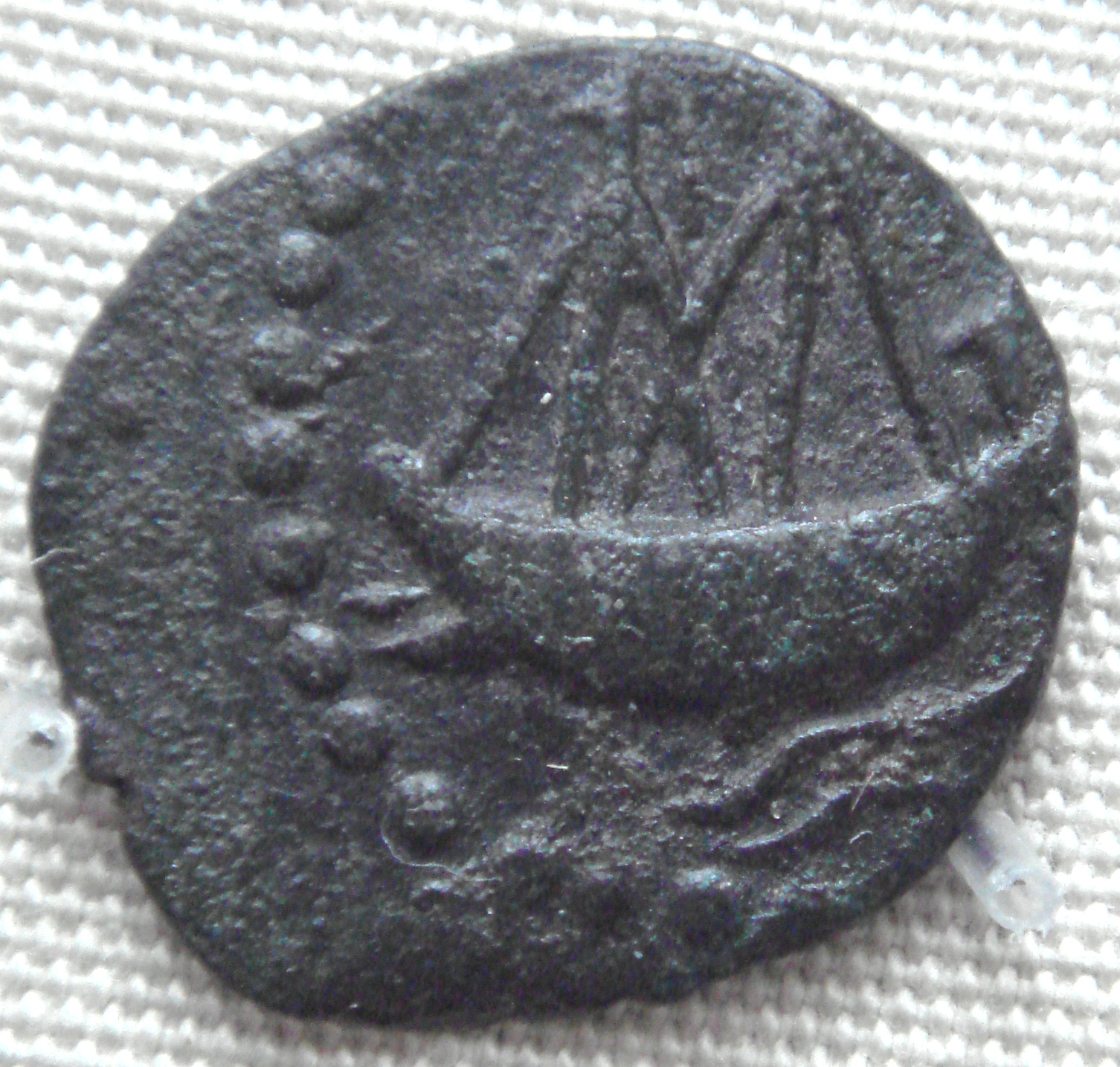
바시스티푸트라 스리 풀루마비의 납 주화에 그려진 인도 선박. 서기 1세기에서 2세기 동안 사타바하나의 해군, 항해 및 무역 능력을 증명한다.

사타바하나 왕조는 농업의 집약화, 다른 상품 생산 증가, 그리고 인도 아대륙 내외의 무역을 통해 경제적 확장에 참여하고 이득을 얻었다.
사타바하나 시대에는 비옥한 지역, 특히 주요 강을 따라 여러 대규모 정착촌이 나타났다. 산림 개간과 관개 저수지 건설의 결과로 농경지 면적도 크게 확대되었다.
사타바하나 시대에는 광물 자원 유적지 개발이 증가하여 이러한 지역에 새로운 정착지가 나타났다. 이러한 유적지는 상업 및 공예(예: 도자기)를 촉진했다. 사타바하나 시대의 증가된 공예 생산은 코탈링갈라와 같은 유적지에서의 고고학적 발견뿐만 아니라 장인과 길드에 대한 비문 기록에서도 분명히 드러난다.
사타바하나 왕조는 인도 해안을 통제했으며, 그 결과 성장하는 로마 제국과의 인도 무역을 지배했다. 에리트라해 페리플루스는 중요한 사타바하나 무역 중심지 두 곳인 프라티슈타나와 타가라를 언급한다. 다른 중요한 도시 중심지로는 콘다푸르, 바나바시, 마드하브푸르가 있었다. 나네가트는 사타바하나의 수도 프라티슈타나와 바다를 연결하는 중요한 통로가 있는 곳이었다.

## 종교

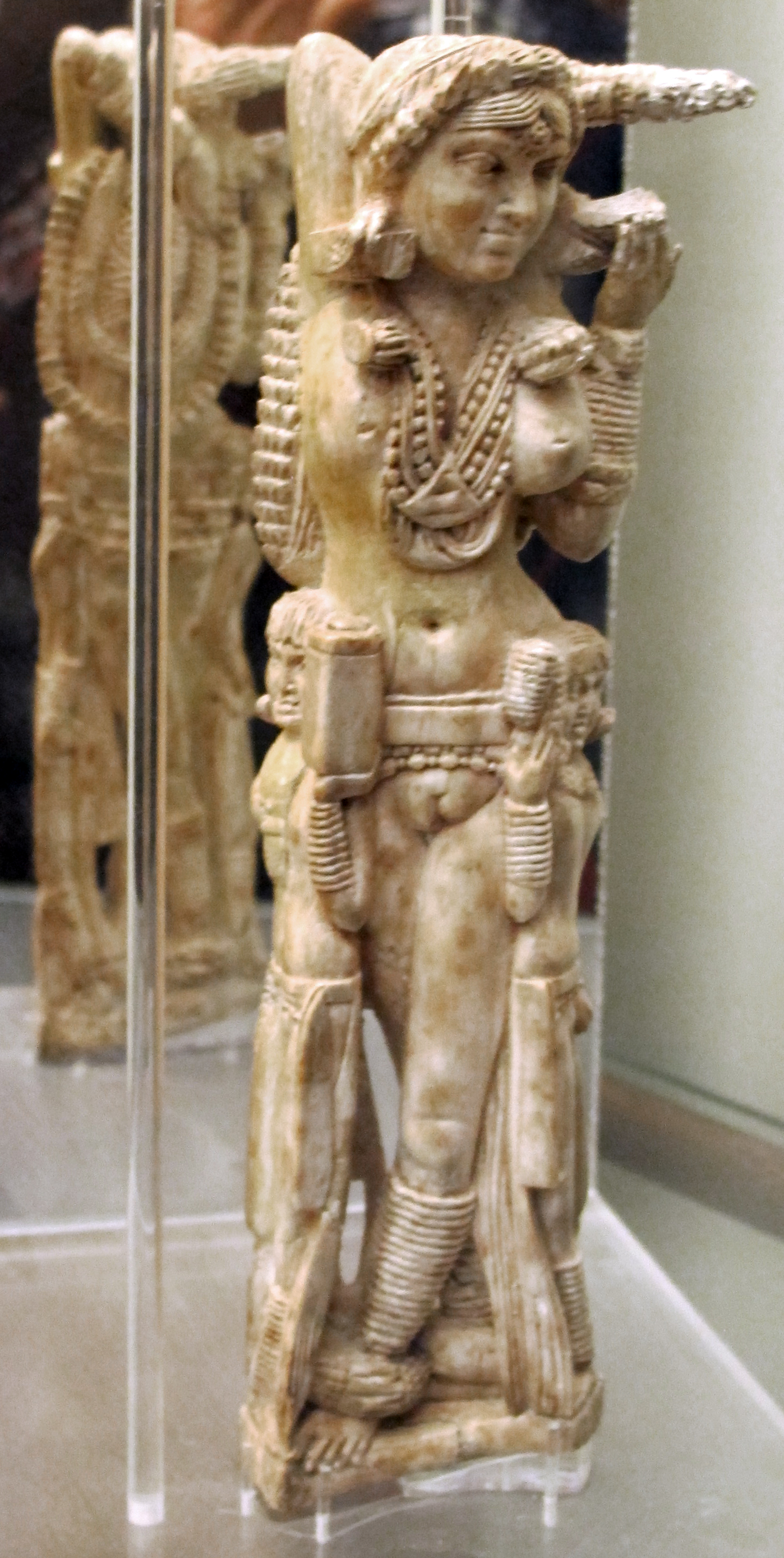
폼페이 유적 (서기 79년 베수비오산 분화로 파괴됨)에서 발견된 폼페이 락슈미 상아 조각상. 서기 1세기 전반에 사타바하나 왕국의 복하르단에서 온 것으로 추정된다. 이는 우리 시대 초기의 인도-로마 무역 관계를 증명한다.

사타바하나 왕조는 브라만교와 대승불교를 후원하고, 베다 희생제를 행했으며, 브라만 신분을 주장했다. 그들은 또한 불교 승원에 아낌없는 기부를 했다. 사타바하나 시대의 평신도들은 특정 종교 집단을 독점적으로 지지하지 않았을 수 있다.
동굴 벽에 기록된 나야니카의 나네가트 비문은 그녀의 남편 사타카르니 1세가 아슈바메다(말 희생), 라자수야(왕실 봉헌), 아그냐데야(화재 의식)를 포함한 여러 베다 희생제를 거행했음을 언급한다. 비문은 또한 이러한 희생제에 대해 브라만 사제와 참석자들에게 상당한 수수료가 지불되었음을 기록한다. 예를 들어, 바갈라-다사라트라 희생제에는 10,001마리의 소가 기부되었고, 이름이 불분명한 다른 희생제에는 24,400개의 주화가 기부되었다.
사타바하나 시대에 데칸 지역에 여러 불교 승원 유적지가 나타났다. 그러나 이러한 승원들과 사타바하나 정부 간의 정확한 관계는 불분명하다. 칸하 통치 기간에 발행된 판다블레니 석굴 비문은 동굴이 슈라마나 (비-베다 고행자)의 마하마트라(담당관)에 의해 발굴되었다고 명시한다. 이를 바탕으로 수다카르 차토파디아야는 칸하가 불교를 선호했으며, 불교 승려의 복지를 전담하는 행정 부서를 가지고 있었다고 결론 내린다. 기증자들 중 가장 흔한 계층은 상인들이었으며, 많은 승원은 중요한 무역로를 따라 위치했다. 승원은 휴게소 역할을 하고, 아마도 무역에 직접 참여했다. 승원은 자선 기부금, 특히 비불교도(특히 브라만)에게 하는 기부금을 과시하는 중요한 장소였던 것으로 보인다.

## 언어
알려진 대부분의 사타바하나 비문과 주화 문자는 중기 인도아리아어이다. 이 언어는 "정확히 산스크리트어가 아닌" 모든 중기 인도아리아어를 폭넓게 포함하는 "프라크리트어"로 불린다. 비문의 언어는 문학적 프라크리트어인 마하라슈트리 프라크리트어보다 산스크리트어에 더 가깝다. 가하 사타사이 선집에 사용된 언어는 비문의 언어보다 더 산스크리트어에 가깝다.
현대 마라티어의 조상 언어로 여겨지는 마하라슈트리 프라크리트어는 사타바하나 왕조에 의해 궁정어, 또는 공용어로 채택되었다.
사트바하나 왕조는 정치 비문에서 산스크리트어를 사용하기도 했지만, 이는 드물었다. 가우타미푸트라 사타카르니의 나시크 프라샤스티 근처에서 발견된 파편 비문은 죽은 왕(아마도 가우타미푸트라)을 묘사하기 위해 바산타-틸라카 미터로 된 산스크리트어 구절을 사용한다. 산나티에서 발견된 산스크리트어 비문은 아마도 가우타미푸트라 슈리 사타카르니를 지칭하는 것으로 보이며, 그의 주화 중 하나에도 산스크리트어 문자가 새겨져 있다.
구나디야에 따르면, 산스크리트어와 프라크리트어 외에 '데시(Desi)'라는 다른 언어가 있는데, 이는 원어 또는 평민의 언어를 의미할 수 있다. 데시 언어에 대해 D. C. 시르카르 박사는 "이는 분명히 초기 텔루구어였으며, 옛날에는 지금보다 타밀어에 훨씬 더 가까웠고 평민의 모국어였다"고 언급했다. 가우타미푸트라 사타카르니, 바스티시푸트라 풀라모비, 야즈나 사타카르니와 같은 후기 사타바하나 왕들은 프라크리트어와 데시(아마도 고대 텔루구어)라는 두 가지 언어로 이름을 가지고 있었는데, 이는 토착 언어였다.
사타바하나 왕조는 한 면에는 중부 인도-아리아어를, 다른 면에는 데시어(아마도 고대 타밀어)를 사용한 이중 언어 주화도 발행했다.

## 비문

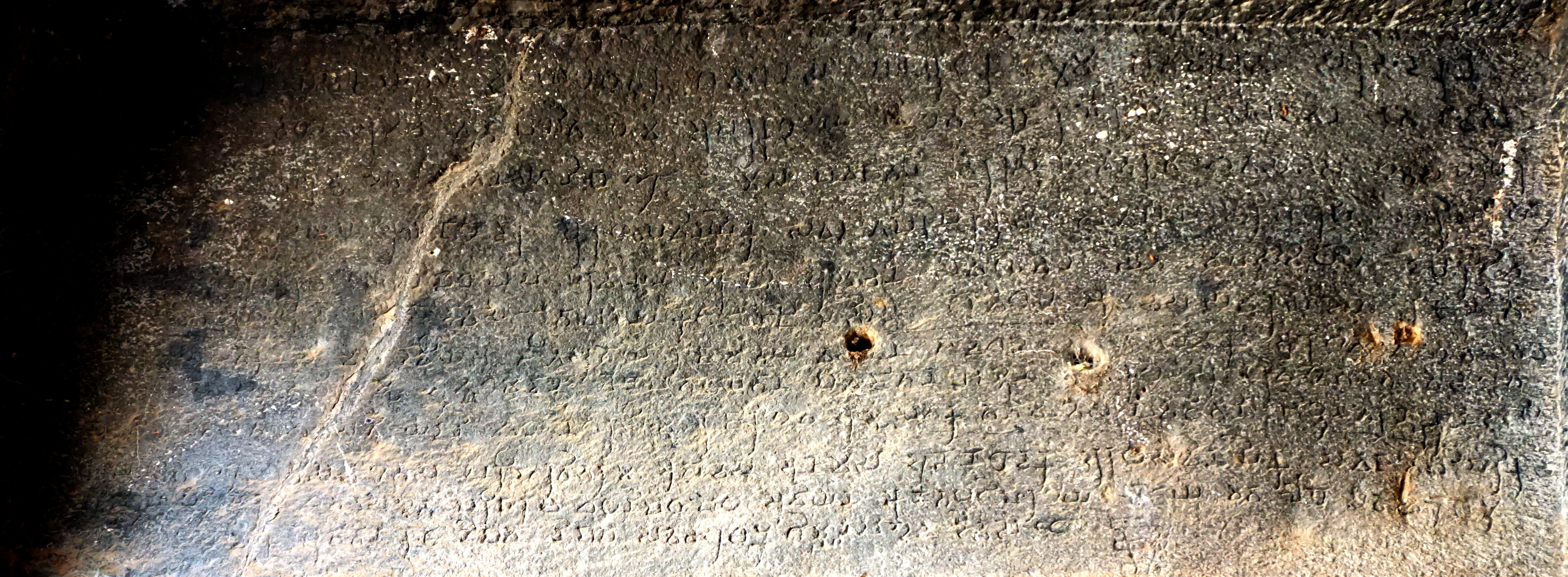
가우타미푸트라 사타카르니의 비문, 나시크 석굴 3번 동굴, 비문 4호. 서기 150년경.

사타바하나 시대에는 여러 브라흐미 문자 비문이 남아 있지만, 대부분은 개인의 불교 기관 기부를 기록하고 있으며 왕조에 대한 많은 정보를 제공하지 않는다. 사타바하나 왕실 자체에서 발행한 비문 또한 주로 종교적 기부에 관한 것이지만, 일부는 통치자와 제국 구조에 대한 정보를 제공한다.
가장 오래된 현존하는 사타바하나 비문은 나시크 석굴 19번 동굴에서 발견된 것으로, 칸하 왕의 통치 기간 동안 나시크의 마하마트라 사만이 동굴을 의뢰했음을 명시한다.
나네가트에서는 사타카르니 1세의 미망인 나야니카가 발행한 비문이 발견되었다. 이 비문은 나야니카의 혈통을 기록하고 왕실이 거행한 베다 희생제를 언급한다. 나네가트의 또 다른 비문은 사타바하나 왕족의 이름들을 포함하며, 그들의 바스릴리프 초상화 위에 라벨로 나타난다. 현재 초상화는 완전히 마모되었지만, 이 비문은 고문서학적 근거로 나야니카의 비문과 동시대의 것으로 추정된다.
그 다음으로 오래된 사타바하나 시대 비문은 산치의 스투파 1의 조각된 문간 요소에 나타난다. 이 비문은 시리 사타카르니의 장인장이었던 아난다가 그 요소를 기증했음을 명시한다. 이 비문은 아마도 사타카르니 2세의 통치 시기의 것으로 보인다.

## 주화
사타바하나 왕조는 가우타미푸트라 사타카르니 왕을 시작으로, 자신들이 물리친 서사트라프의 관행에서 유래한 통치자의 초상화를 새긴 자신들의 주화를 발행한 최초의 인도 통치자들이었다. 서사트라프 자체도 북서쪽의 인도-그리스 왕국의 주화 특징을 따르고 있었다.
데칸 지역에서 수천 개의 납, 구리, 포틴 사타바하나 주화가 발견되었다. 몇 개의 금화와 은화도 존재한다. 이 주화들은 통일된 디자인이나 크기를 특징으로 하지 않으며, 사타바하나 영토 내에 여러 주조 장소가 존재했음을 시사하며, 이는 주화에서 지역적 차이를 가져왔다.
사타바하나의 주화 전설은 모든 지역과 모든 시대에서 예외 없이 프라크리트어 방언을 사용했다. 또한, 일부 뒷면 주화 전설은 드라비다어 (텔루구어보다 타밀어에 더 가깝다)로 되어 있으며, 드라비다어 문자(몇 가지 변형을 제외하고는 브라흐미 문자와 유사하다)로 되어 있다.
여러 주화에는 여러 통치자에게 공통적으로 사용되었던 칭호나 모계명(예: 사타바하나, 사타카르니, 풀루마비)이 새겨져 있으므로, 주화로 증명된 통치자의 수를 확실하게 알 수 없다. 다양한 주화에는 16명에서 20명에 이르는 통치자의 이름이 나타난다. 이 통치자들 중 일부는 사타바하나 군주라기보다는 지방 엘리트였던 것으로 보인다.
사타바하나 주화는 그들의 연대기, 언어, 심지어 얼굴 특징(곱슬머리, 긴 귀, 강한 입술)에 대한 독특한 단서를 제공한다. 그들은 주로 납과 구리 주화를 발행했다. 그들의 초상화 양식 은화는 일반적으로 서사트라프 왕들의 주화 위에 주조되었다. 사타바하나 주화는 또한 코끼리, 사자, 말, 차이티야(스투파)와 같은 다양한 전통 상징뿐만 아니라 "우자인 상징" (끝에 네 개의 원이 있는 십자가)도 보여준다.

### 다른 예시

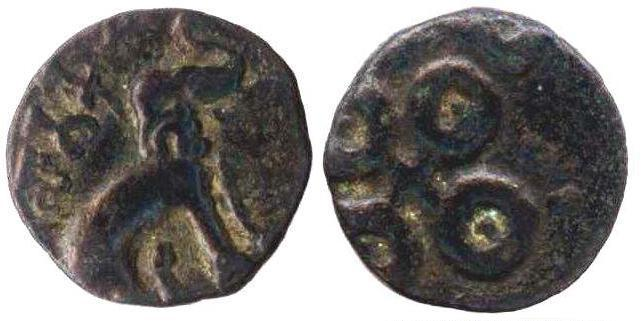
초기 사타바하나 주화, 사타카르니 발행, 마하라슈트라 – 비다르바 유형, 기원전 1세기.
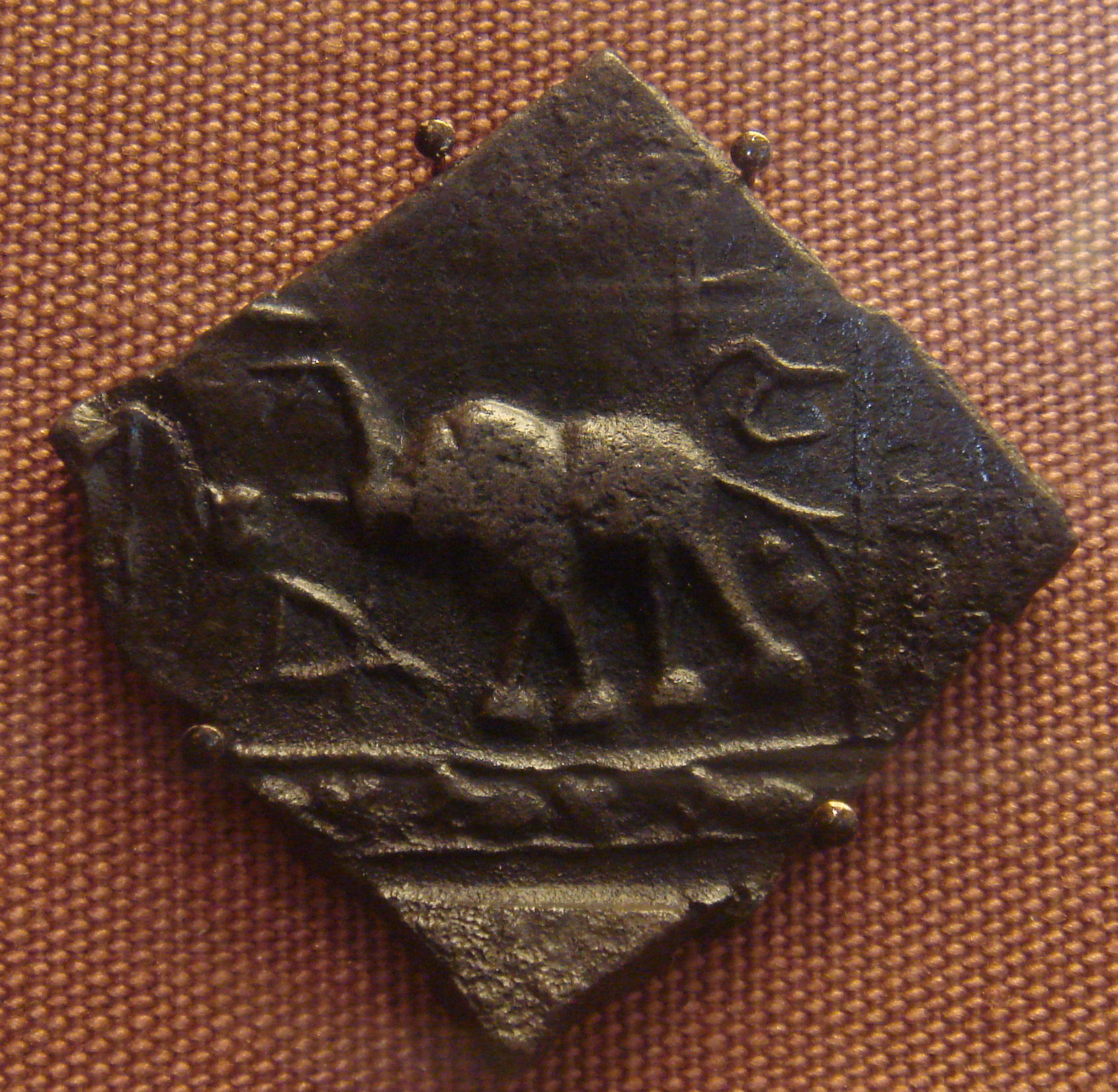
브라흐미 문자가 새겨진 사타바하나 기원전 1세기 주화: "(사타카)니사". 대영박물관
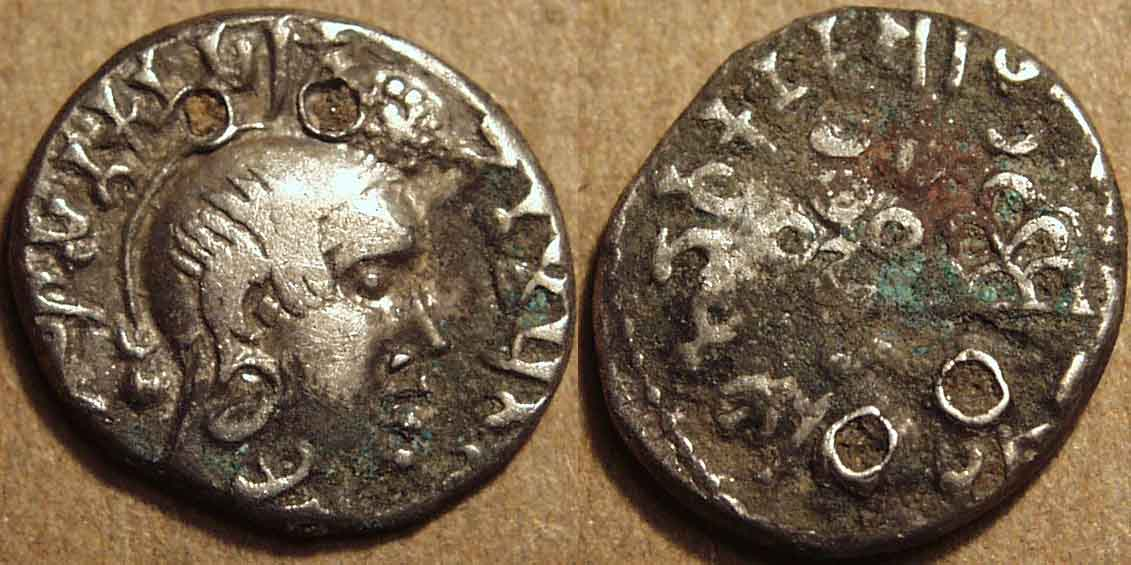
가우타미푸트라 야즈나 스리 사타카르니의 주화 (r. 167 – 196 CE).

## 문화적 업적

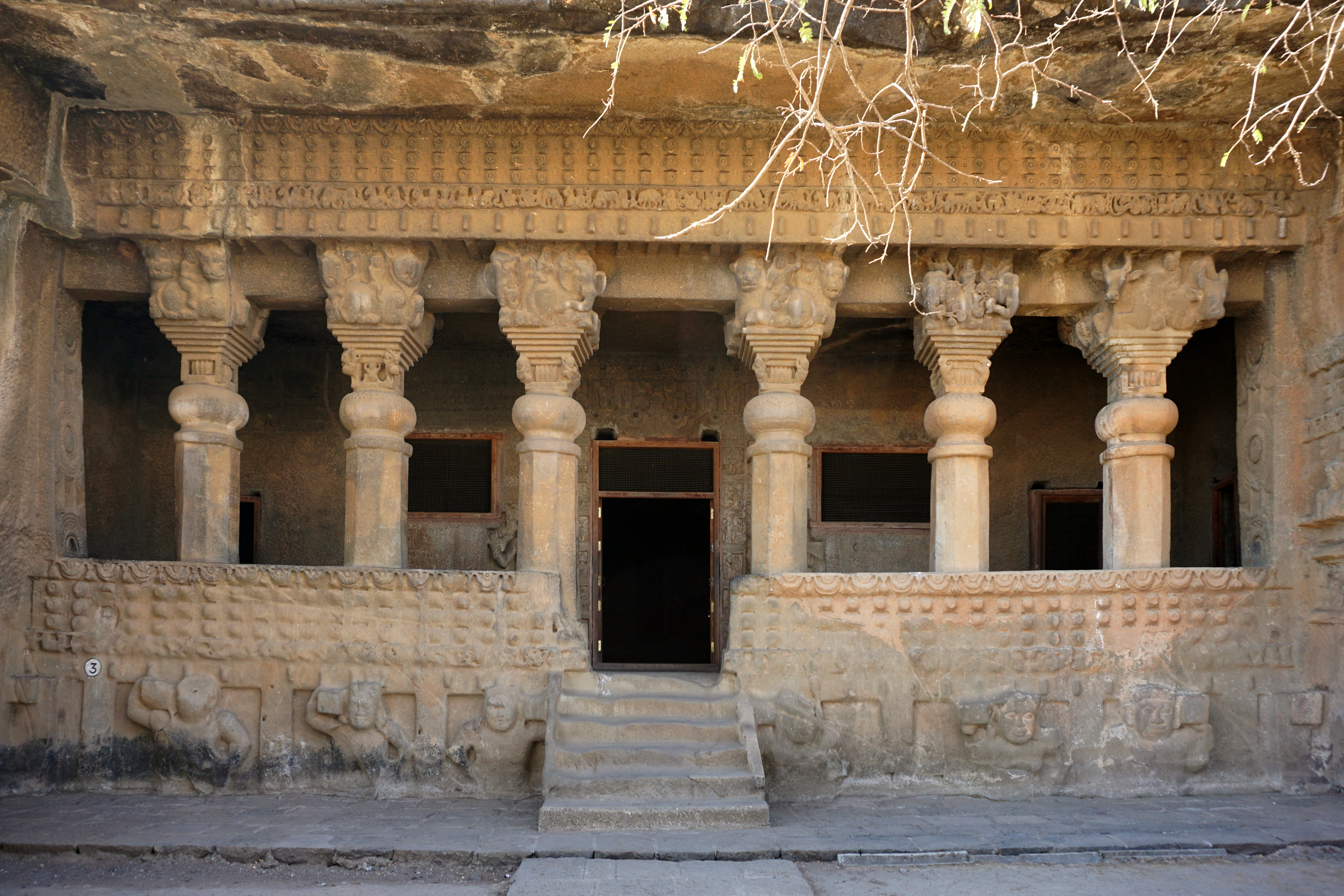
나시크의 판다블레니 석굴 3번 동굴에 있는 사타바하나 건축물. 이 동굴은 아마도 가우타미푸트라 사타카르니의 통치 기간 동안 시작되었고, 그의 아들 바시스티푸트라 스리 풀루마비의 통치 기간인 서기 150년경에 완성되어 불교 승가에 헌정되었다.

사타바하나 왕조는 산스크리트어 대신 프라크리트어를 후원했다. 사타바하나 왕 할라는 마하라슈트리 프라크리트어 시집인 가하 사타사이를 편찬한 것으로 유명하지만, 언어학적 증거로 볼 때 현재 남아 있는 작품은 그 후 1~2세기 동안 재편집된 것으로 보인다. 이 책을 통해 농업이 주요 생계 수단이었음이 분명해졌다. 또한 많은 종류의 미신이 널리 퍼져 있었다. 게다가 할라의 대신 구나디야는 브리하트카타의 저자였다.

### 조각
마두카르 케샤브 다발리카르는 "사타바하나 조각은 안타깝게도 자체적인 독특한 특징에도 불구하고 독립적인 유파로 인정받은 적이 없다. 가장 초기의 것은 기원전 200년경 사타바하나 영역에서 조각 예술의 시작을 알리는 바자 비하라 석굴에 있다. 이곳은 조각으로 풍성하게 장식되어 있으며, 기둥에도 스핑크스 같은 신화적인 동물로 장식된 연꽃 기둥 머리가 있다."고 썼다. 다발리카르는 또한 "찬카마의 북문 서쪽 기둥에 있는 패널은 부처의 삶에서 매우 중요한 사건을 묘사하고 있다. 이는 부처가 걸었다고 하는 산책로처럼 보이는 것의 양쪽에 두 명씩의 헌신자들을 묘사하고 있다. 부처가 깨달음을 얻은 후 보리수 근처에서 4주를 보냈다고 한다. 이 중 세 번째 주는 산책로(찬카마)를 따라 앞뒤로 걸으며 보냈다."고 썼다.
위에서 언급된 주요 사타바하나 조각 외에도 드바라팔라, 가잘락슈미, 샬라반지카스, 왕실 행렬, 장식 기둥 등 더 많은 조각들이 존재했다.

### 청동

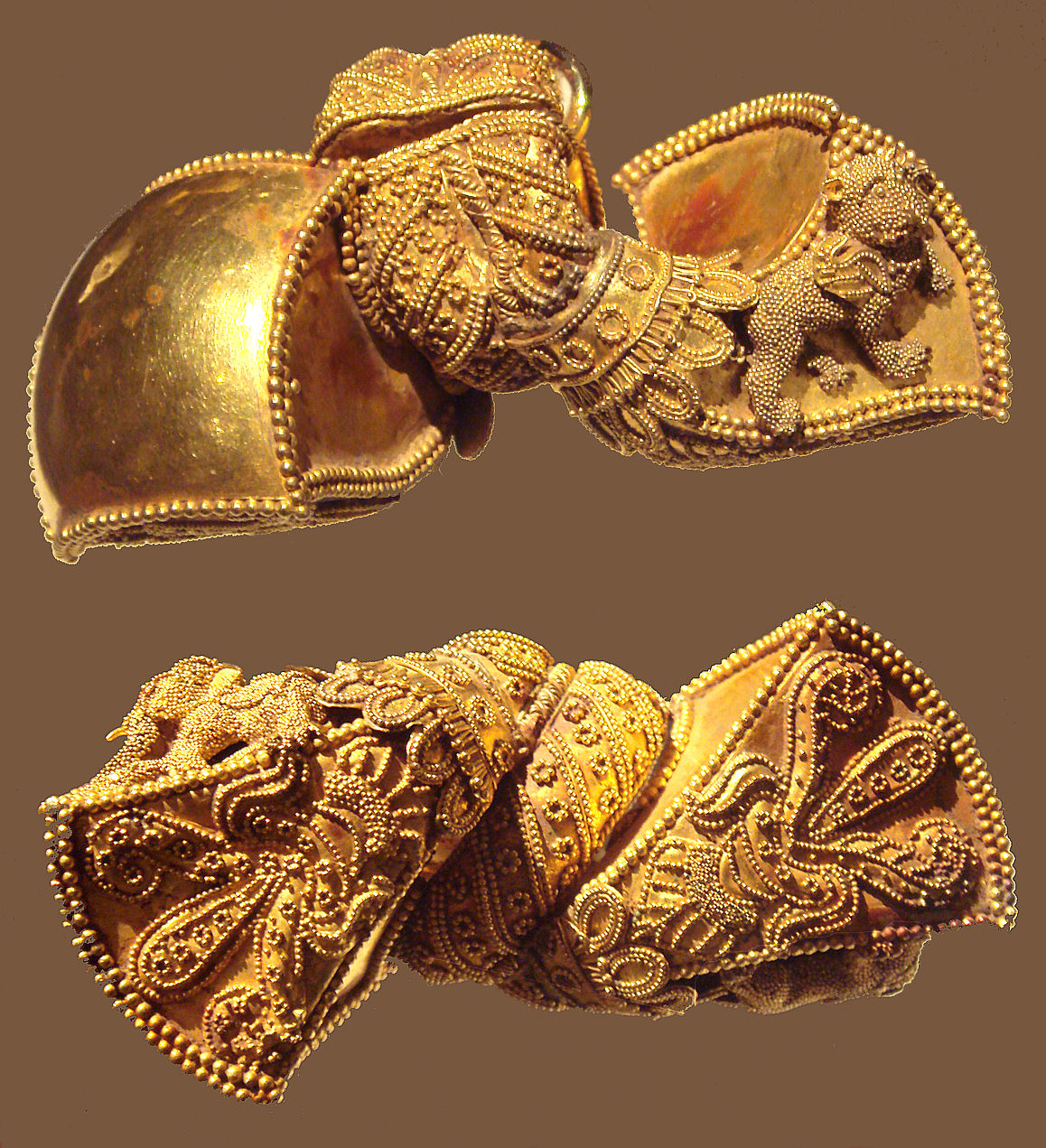
왕실 귀걸이, 안드라프라데시주, 기원전 1세기.

여러 금속 인형이 사타바하나와 관련될 수 있다. 브라마푸리에서도 독특한 청동 유물 더미가 발견되었다. 그곳에서 얻은 수많은 유물은 인도적인 것이었지만 로마와 이탈리아의 영향도 반영했다. 포세이돈의 작은 동상, 와인 병, 그리고 페르세우스와 안드로메다를 묘사한 판도 그 유물들이 발견된 집에서 얻어졌다. 애슈몰린 박물관의 섬세한 코끼리, 대영박물관의 야크시니 이미지, 그리고 포셰리에서 발견되어 차트라파티 시바지 마하라지 바스투 상그라할라야에 보관된 코르누코피아 또한 사타바하나 시대로 추정할 수 있다.

### 건축
아마라바티 스투파와 광범위한 아마라바티 양식의 조각은 사타바하나 시대의 건축 발전을 보여준다. 그들은 아마라바티에 대형 불교 스투파를 건설했다(높이 95피트). 또한 골리, 자가이아페타, 간타살라, 아마라바티 바티프롤루, 스리 파르바탐에 다수의 스투파를 건설했다. 아잔타 석굴 9번과 10번 동굴은 사타바하나의 후원을 받았으며, 동굴 전체의 그림은 그들과 함께 시작된 것으로 보인다. 아쇼카 스투파는 확대되었고, 이전의 벽돌 및 목재 건축물은 석조 건축물로 대체되었다. 이 기념물들 중 가장 유명한 것은 스투파이며, 그 중 가장 유명한 것은 아마라바티 스투파와 나가르주나콘다 스투파이다.

### 회화
사타바하나 회화는 인도의 선사 시대 암각화를 제외하고는 가장 오래된 현존하는 작품으로, 오직 아잔타 석굴에서만 발견된다. 아잔타에는 두 시기의 예술 활동이 있었다. 첫 번째는 기원전 2세기부터 1세기까지로, 사타바하나 통치 기간 동안 소승 불교 동굴이 발굴되었다. 후기는 5세기 후반에 바카타카 통치 하에 이루어졌다. 자연의 변덕과 일부 파괴 행위로 인해 아잔타 석굴은 심각한 피해를 입었다. 동굴 9번과 10번에는 사타바하나와 관련된 몇 개의 파편만 남아 있는데, 둘 다 스투파가 있는 차이티야이다.
아잔타에 남아 있는 사타바하나 시대의 가장 중요한 그림은 10번 동굴의 차단타 자타카이지만, 이 역시 파편적이다. 이는 신화적인 이야기와 관련된 여섯 개의 엄니를 가진 보살 코끼리를 그린 것이다. 남성 및 여성 인물상은 전형적인 사타바하나 시대의 특징을 지니고 있으며, 생리적 특징, 의상, 보석류 면에서 산치 관문 인물상과 거의 동일하다. 유일한 차이점은 산치 인물상이 약간 더 마른 체형이라는 것이다.

### 아마라바티 예술
사타바하나 왕조는 불교 미술과 건축에 기여한 것으로도 유명하다. 그들은 크리슈나강 계곡, 특히 안드라프라데시주의 아마라바티에 대형 스투파를 건설했다. 스투파는 대리석 판으로 장식되었고, 특징적인 날씬하고 우아한 양식으로 묘사된 부처의 생애 장면을 포함한 주제들로 조각되었다. 지역적인 아마라바티 양식 조각은 동남아시아의 조각에도 영향을 미쳤다.

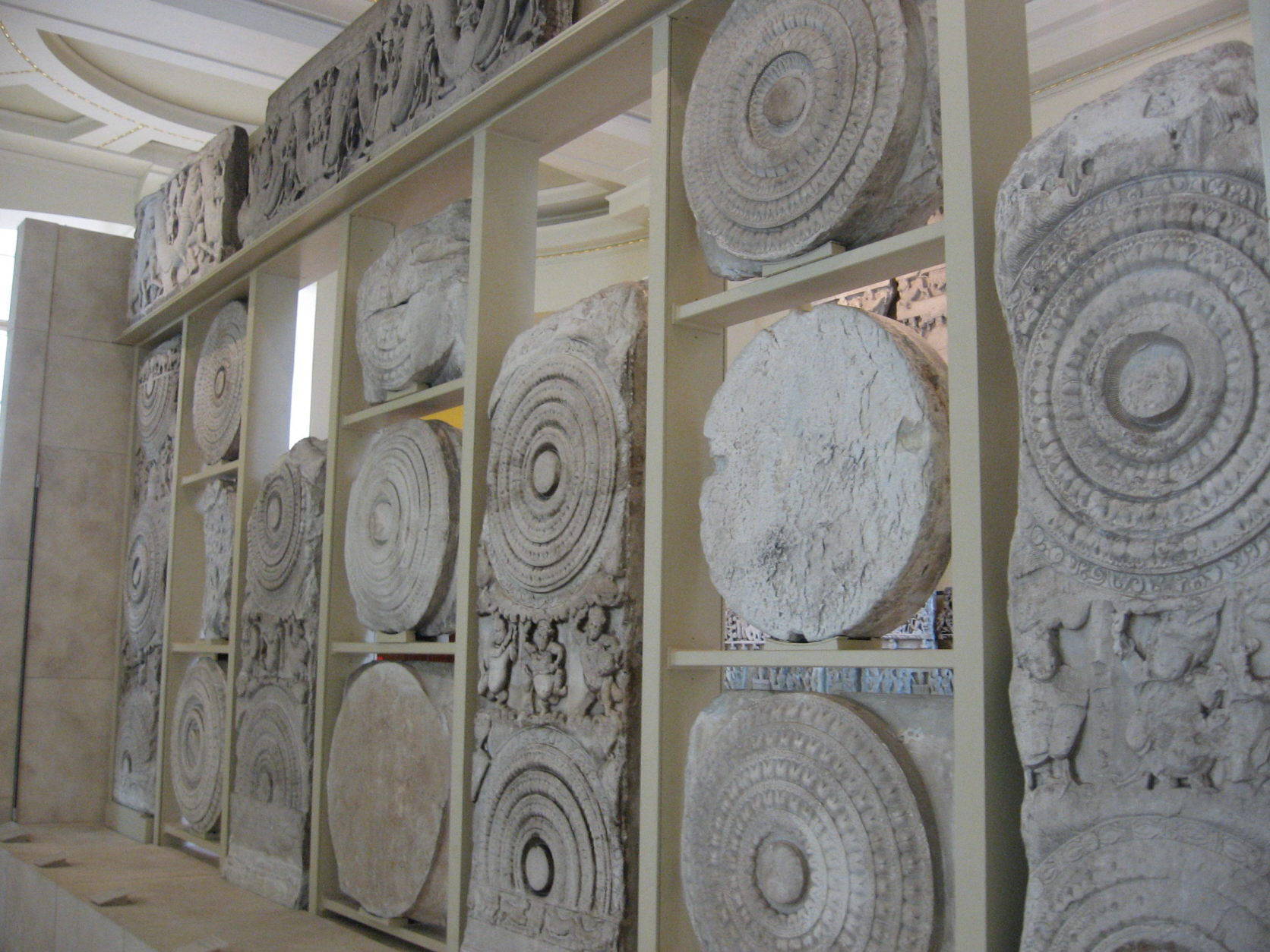
아마라바티 대리석, 불교 스투파 파편
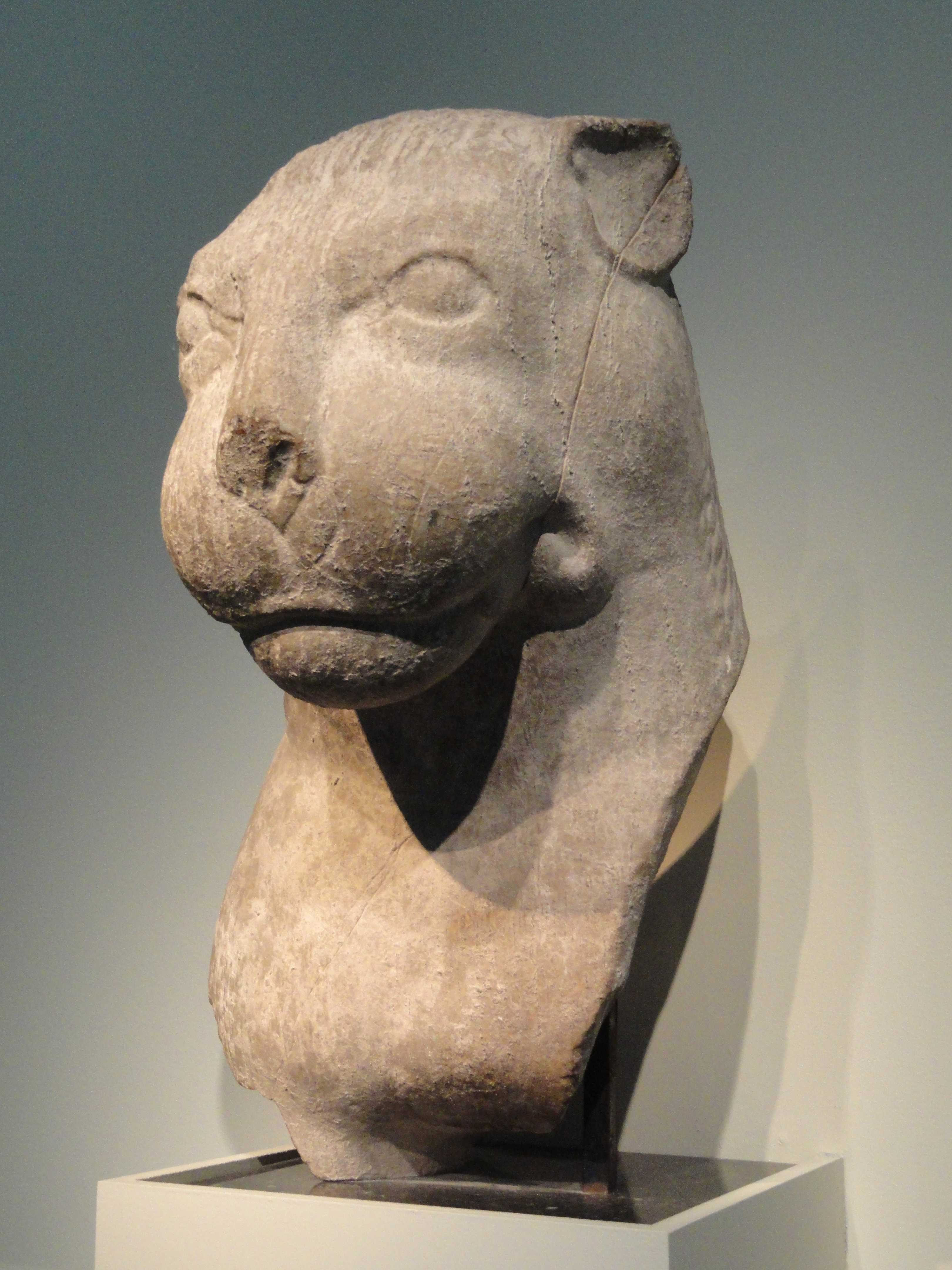
아마라바티 스투파 파편
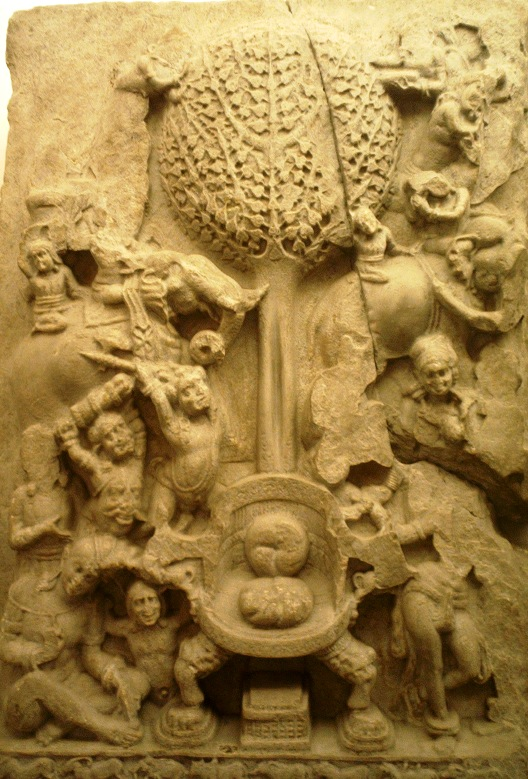
마라의 부처 공격, 2세기, 아마라바티 양식
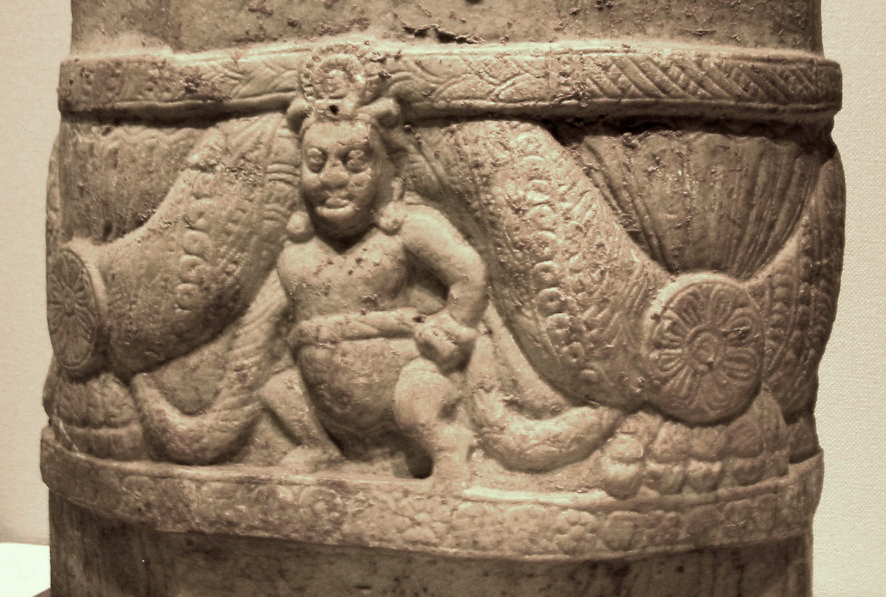
인도 야크샤가 지탱하는 두루마리, 아마라바티 스투파, 서기 2-3세기.

## 같이 보기
- 마가다
- 마하라슈트라의 역사
- 인도의 역사
- 힌두교의 역사
- 인도 군주 목록
- 인도가 참전한 전쟁 목록

### 참고 자료
- Chattopadhyaya, Sudhakar (1974). 《Some Early Dynasties of South India》. 모틸랄 바나라시다스 퍼블리셔스. ISBN 9788120829411.
- Dhavalikar, Madhukar Keshav (2004). 《Satavahana Art》. Delhi: B.L Bansal, Sharada. ISBN 978-81-88934-04-1.
- Dhavalikar, Madhukar Keshav (1996). 《Sātavāhana Chronology: A Re-examination》. 《Annals of the Bhandarkar Oriental Research Institute》 77. 133–140쪽. JSTOR 41702166.
- Dutta, Mala (1990). 《A Study of the Sātavāhana Coinage》. Harman. ISBN 978-81-85151-39-7.
- Falk, Harry (2009). 《Two Dated Sātavāhana Epigraphs》. 《Indo-Iranian Journal》 52. 197–206쪽. doi:10.1163/001972409X445924. ISSN 0019-7246.
- Fynes, R.C.C. (1995). 《The Religious Patronage of the Satavahana Dynasty》. 《South Asian Studies》 11. 43–50쪽. doi:10.1080/02666030.1995.9628494.
- Higham, Charles (2009). 《Encyclopedia of Ancient Asian Civilizations》. Infobase. ISBN 9781438109961.
- Joglekar, S. A. (1946). 《SĀTAVĀHANA AND SĀTAKARṆI》. 《Annals of the Bhandarkar Oriental Research Institute》 27. 237–287쪽. ISSN 0378-1143. JSTOR 41688591.
- Kosambi, Damodar Dharmanand (1975). 《An Introduction to the Study of Indian History》. Popular Prakashan. ISBN 978-81-7154-038-9.
- Ollett, Andrew (2017). 《Language of the Snakes》. 캘리포니아 대학교 출판부. 194쪽. JSTOR 10.1525/j.ctt1w8h1vk.
- Pradhan, Shruti S. (1994). 《FROM THE SĀTAVĀHANAS TO THE ANDHRAS AND THE ANDHRA-BHRTYAS》. 《Annals of the Bhandarkar Oriental Research Institute》 75. 121–142쪽. ISSN 0378-1143. JSTOR 41694410.
- Rao, B. S. L. Hanumantha (1976). 《The Age of Satavahanas》. Andhra Pradesh Sahitya Akademi.
- Rao, P. Raghunadha (1993). 《Ancient and medieval history of Andhra Pradesh》. Sterling Publishers. ISBN 978-81-207-1495-3.
- Rao (1994), 《History and Culture of Andhra pradesh: From the Earliest Times to the Present Day》, Sterling Publishers, ISBN 978-81-207-1719-0
- Ray, Himanshu Prabha (1986). 《Monastery and guild: commerce under the Sātavāhanas》. 옥스퍼드 대학교 출판부. ISBN 9780195619416.
- Raychaudhuri, Hemchandra (2006). 《Political History of Ancient India: From the Accession of Parikshit to the Extinction of the Gupta Dynasty》. Cosmo Publications. ISBN 978-81-307-0291-9.
- Sarma, I. K. (1980). 《Coinage of the Satavahana Empire》. Agam.
- Sen, Sailendra Nath (1999). 《Ancient Indian History and Civilization》. New Age International. ISBN 9788122411980.
- Shastri, Ajay Mitra (1999). 《The Age of the Sātavāhanas》. Aryan. ISBN 978-81-7305-158-6.
- Shastri, Ajay Mitra (1998). 《The Sātavāhanas and the Western Kshatrapas: a historical framework》. Dattsons. ISBN 978-81-7192-031-0.
- Shimada, Akira (2012년 11월 9일). 《Early Buddhist Architecture in Context》. 브릴. ISBN 978-90-04-23283-9.
- Singh, Upinder (2008). 《A History of Ancient and Early Medieval India: From the Stone Age to the 12th Century》. 피어슨 에듀케이션 인도. ISBN 978-81-317-1120-0.
- Sinopoli, Carla M. (2001). 〈On the Edge of Empire: Form and Substance in the Satavahana Dynasty〉.   Alcock, Susan E.; D'Altroy, Terence N.; Morrison, Kathleen D.; Sinopoli, Carla M. 《Empires: Perspectives from Archaeology and History》. 케임브리지: 케임브리지 대학교 출판부. ISBN 9780521770200.
- Thapar, Romila (2013), 《The Past Before Us》, 하버드 대학교 출판부, ISBN 978-0-674-72651-2